# Preußisch Litauen

Physische Karte von Preußisch Litauen im Jahr 1905

Preußisch-Litauen (im 20. Jahrhundert vereinzelt auch Deutsch-Litauen, litauisch Mažoji Lietuva oder Prūsų Lietuva) war eine im 17. Jahrhundert aufgekommene Bezeichnung für mehrere Ämter im nördlichen Ostpreußen mit einem starken litauischen Bevölkerungsanteil. Um 1732 fand die Bezeichnung, auch als „Klein-Litau“, „Preußisch Litthauen“, „Lithuania“, Eingang in die preußische Kartographie. Das Gebiet bewohnten neben den eingesessenen Prußen und Kuren infolge einer Besiedlung der Großen Wildnis durch den Deutschen Orden ab dem letzten Viertel des 15. Jahrhunderts mehrheitlich Litauer sowie Deutsche, Polen (Masuren) und aus Kurland im heutigen Lettland eingewanderte Neukuren, die oft ebenfalls „Kuren“ genannt wurden, aber eine andere Sprache verwendeten (manchmal Preußische Letten genannt). Die litauische Prägung des Gebiets endete mit den Verheerungen durch die Pestepidemie von 1709/10 und dem durch den preußischen König eingeleiteten Retablissement, einem Wiederaufbau des Landes einschließlich der Neubesiedlung mit deutschsprachigen Siedlern. Ostpreußen wurde im 18. Jahrhundert vom preußischen Hof offiziell in das Ost-Preußische und Litauische Kammer-Departement eingeteilt. Den detaillierten damaligen Gebietsstand des Litauischen Kammer-Departments, das auch als „Preußisch-Litauen“ bezeichnet wurdet, erfasste 1785 Johann Friedrich Goldbeck im ersten Teil seines vom Hof in Auftrag gegebenen zweiteiligen Werks Volständige Topographie des Königreichs Preussen. Das Gebiet gehörte bis auf das Memelland zwischen 1923 und 1939 nie zum Staat Litauen. Abgesehen von weitergehenden nationalistischen Ansprüchen aus der Vergangenheit wird heute bisweilen das Memelgebiet mit angrenzenden Gebieten „Kleinlitauen“ genannt.

## Historische und kulturelle Bedeutung

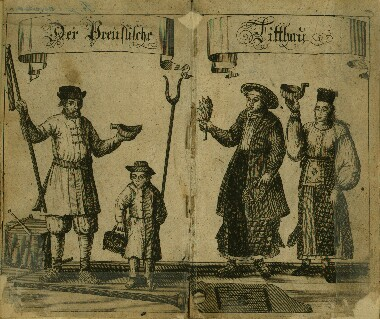
Taufe eines preußisch-litauischen Kindes (1744)

Von der protestantischen Kirche und dem preußischen Staat gefördert, entwickelte sich das preußische Litauertum unabhängig vom katholischen und stark polonisierten Großfürstentum Litauen.

„Aufgrund einer jahrhundertelangen Geschichte waren sie mit Preußen fest verbunden und hatten mit den Litauern, die jenseits der Grenze im Zarenreich lebten, nicht viel mehr gemein als die Verwandtschaft der Sprache, einige Bräuche, Lieder und bäuerliche Gewohnheiten. Sie waren fromm evangelisch, nicht wie jene drüben katholisch, hatten als Bauern am wirtschaftlichen Fortschritt Preußens teil, …“

Auf ostpreußischem Boden entstanden die litauische Schriftsprache, das erste litauische Buch, die erste litauische Bibel, die erste litauische Grammatik, das erste Wörterbuch der späteren litauischen Standardsprache, das erste litauische Universitätsseminar, die erste litauische Zeitung, die erste wissenschaftliche Gesellschaft zum Studium des Litauischen und mit Donelaitis’ Metai (Jahreszeiten) die erste litauische Kunstdichtung.
Die meist zweisprachigen preußischen Litauer bezeichneten sich selbst als Lietuwininkai (Litauer), während sich die Litauer in Groß-Litauen Lietuviai nannten bzw. nennen. Sie siedelten vor allem in den ehemaligen Wildnisgebieten Ostpreußens und stellten dort bis zur Pestepidemie von 1709/10 mehrheitlich die Landbevölkerung, während die Deutschen vorwiegend in den Städten lebten.
Das nördliche Ostpreußen wurde im deutschen Sprachgebrauch bis Ende des 19. Jahrhunderts – als im benachbarten, damals russischen Litauen eine nationale Wiederbesinnung begann – auch als Litthauen/Littauen/Lithauen/Litauen bezeichnet (wie z. B. in Wilhelm von Humboldts Litauischem Schulplan von 1809). Seine Bewohner nannte man Litauer, auch wenn sie Deutsche waren. Noch 1898 erschien in Stuttgart eine Studie über das nördliche Ostpreußen mit dem Titel Litauen. Eine Landes- und Volkskunde.

„Geneigter Leser, wir fahren nach – LITTAUEN. Bei dem bloßen Namen sehe ich dich frösteln, denn Du denkst sofort an 20 Grad unter Null und drei Fuß hohen Schnee; und zur Zeit, wo ich dies schreibe, sieht es dort faktisch so und nicht anders aus. Du denkst sofort an Rußland und Polen, und damit hast Du vielleicht nicht fehlgeschlossen, denn Littauen grenzt wirklich an jene berüchtigten Länder. Nur mußt Du nicht meinen, daß es noch selber in Rußland und Polen liege; nein! es liegt noch in Preußen und neuerdings sogar in Deutschland. Darfst dich aber deiner Unwissenheit nicht schämen, denn manche Gelehrte nicht nur in Frankreich, sondern selbst im deutschen Vaterlande wissen es nicht besser, indem sie den preußischen Regierungsbezirk Gumbinnen getrost nach Rußland verweisen.“

Aus Preußisch-Litauen stammen die vermutlich aus Kurland eingewanderten kurischen väterlichen Vorfahren des Philosophen Immanuel Kant und der Dichterpfarrer Christian Donalitius (litauisch Kristijonas Donelaitis), der im heutigen Litauen als Nationaldichter gilt. In dem seit 1990 von der Sowjetunion unabhängig gewordenen Staat versucht man an das preußisch-litauische Erbe anzuknüpfen.
Seit 2006 ist dort der 16. Oktober staatlicher Tag des Gedenkens an den Genozid an der Bevölkerung Kleinlitauens, in Erinnerung an die Opfer der letzten Kriegsphase, an die Vertreibung nach Westen und an die Deportationen nach Osten bis 1949.

## Politische Geschichte

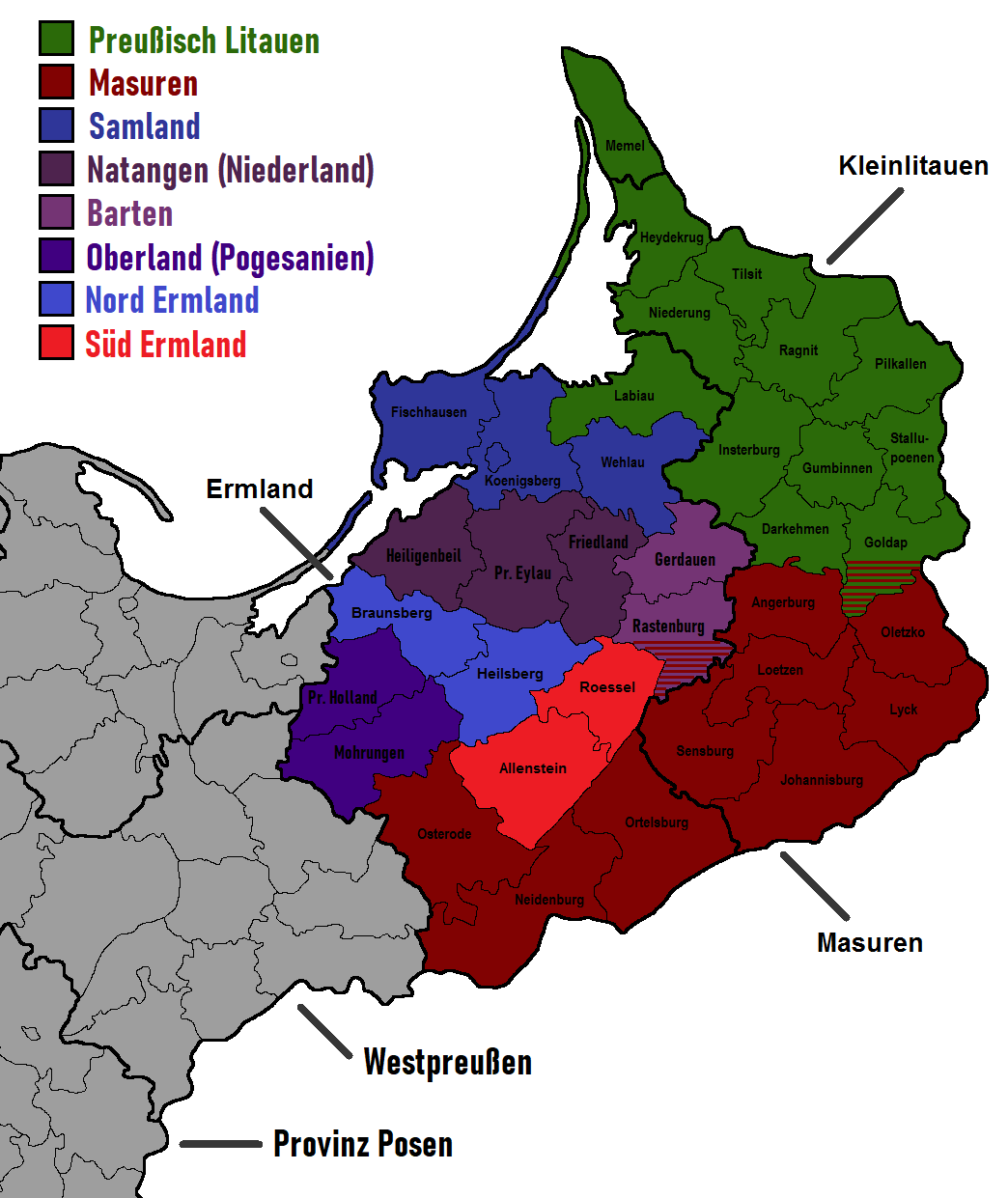
Kleinlitauen innerhalb Ostpreußens

Seit dem 13. Jahrhundert stand das Gebiet unter der Herrschaft des Deutschen Ordens. Im Frieden vom Melnosee musste er 1422 östlich angrenzende Teile Sudauens an Polen-Litauen abtreten und weiteren Expansionsversuchen entsagen. Diese Grenze sollte bis 1919 (Abtrennung des Memellandes im Vertrag von Versailles) bzw. 1945 Bestand haben, so lange wie wenige andere Grenzen in Europa. 1525 wurde der Ordensstaat durch Säkularisation zum Herzogtum Preußen, 1701 zum Königreich Preußen, der späteren Provinz Ostpreußen innerhalb des Staates Preußen. Sein Territorium ging 1871 im Deutschen Reich auf. Während für die Region die alten Landschaftsnamen der prußischen Gaue „Nadrauen“ und „Schalauen“ weitergeführt wurden, bürgerte sich auf Grund des starken litauischen Bevölkerungsanteils für die Verwaltungsbezirke auch die Bezeichnung „Litthauische Ämter“ ein. Diese wurden zusammen mit Masuren von 1736 bis 1807 in der „Litthauischen Kriegs- und Domänenkammer“ (auch „Provinz Litauen“ genannt, ab 1808 Regierungsbezirk Gumbinnen) unter einer „Königlichen Litthauischen Regierung“ zusammengefasst. Bei der neuen Kreisbildung im Jahr 1818 umfasste das Gebiet mit litauischsprachiger Bevölkerung die 10 Kreise Memel, Heydekrug, Niederung, Tilsit, Ragnit, Pillkallen, Insterburg, Gumbinnen, Stallupönen und Darkehmen.
Von Ostpreußen gingen in der zweiten Hälfte des 19. Jahrhunderts entscheidende Impulse für die nationale Wiedergeburt im russischen Litauen aus. Der politische Wille, mit Großlitauern in einem eigenen Staat zusammenzuleben, bildete sich jedoch nicht heraus, denn die „Kleinlitauer“ empfanden sich als Untertanen und Angehörige des preußischen Staates bzw. als Ostpreußen. Dies kam vor allem in den Wahlergebnissen des von Litauen 1923 annektierten Memellandes zum Ausdruck, bei denen pro-deutsche Parteien immer zwischen 80 und 90 Prozent der Stimmen erhielten.
Der durch bäuerliche Lebensweise geprägten Volksgruppe gelang es nicht, eine eigene Intelligenzschicht heranzubilden. Bildung und gesellschaftlicher Aufstieg wurden erst durch Assimilierung an das deutsche Umfeld möglich. Durch weitere Zuwanderung (u. a. aus Salzburg und der französischsprachigen Schweiz) entstand eine multi-ethnische Bevölkerung, die schließlich im Deutschtum aufging. Lediglich nördlich der Memel hielt sich die litauische Sprache länger.
1945 wurde das Gebiet südlich der Memel zur Oblast Kaliningrad und die gesamte Bevölkerung wurde, soweit nicht vorher geflohen, durch die Rote Armee vertrieben, verschleppt oder ermordet. Das Gebiet nördlich der Memel wurde der Litauischen Sowjetrepublik angegliedert. Hier fand keine allgemeine Vertreibung der preußischen Litauer statt. In der Heimat gebliebene und zurückkehrende „Memelländer“ – Kossert schätzt ihre Zahl auf 15.000 bis 20.000 Personen – konnten 1947 durch Annahme der sowjetischen Staatsbürgerschaft im Heimatland verbleiben. Nach dem Abschluss des deutsch-sowjetischen Vertrags vom 8. Juni 1958 siedelten bis 1960 ca. 6000 Memelländer in die Bundesrepublik über. Etwa ebenso viele preußische Litauer sind letztlich in Litauen geblieben.
Für ihr Leben steht das Schicksal des Landwirts Jan Birschkus, der eine der größten litauischen Büchersammlungen aufgebaut hatte.

„Die Sammlung des Landwirtes Birschkus (1870–1959) mit insgesamt ca. 1300 Bänden ist bei der Eroberung des Memellandes durch die Rote Armee 1945 verbrannt. Bezeichnend für das sowjetische Litauen ist das Schicksal dieses bedeutenden preußisch-litauischen Aktivisten. Birschkus hat noch bis 1959 im Memelland gelebt, jedoch kann man heute nicht mehr ermitteln, wo und wie. Niemand hat sich nach 1945 für ihn interessiert. Sein Grab wurde vor kurzem zerstört. Das ist ein Zeichen mehr, wie die Preußisch-Litauer zwischen alle Stühle gerieten: Die Nazis haben sie wegen ihrer litauischen Sprache und Gesinnung verfolgt, die Sowjets sahen in ihnen Deutsche, die Großlitauer verstanden ihre Andersartigkeit nicht und kümmerten sich nicht um sie. So ist ihre einzigartige Kultur nach dem Ersten Weltkrieg nach und nach untergegangen und muss heute mühsam rekonstruiert werden.“

Vor allem am 1992 gegründeten „Forschungszentrum für die Geschichte Westlitauens und Preußens“ bzw. seinem Nachfolger, dem seit 2003 an der Universität Klaipėda (Memel) bestehenden „Institut für Geschichte und Archäologie der Ostseeregion“, beschäftigt man sich heute mit der preußisch-litauischen Geschichte. In Deutschland wird dieses Kulturerbe nicht gepflegt.

## Siedlungsgeschichte
Um 1400 war das durch Kreuzzüge (Preußenfahrten und Litauerkriege des Deutschen Ordens) verheerte Gebiet des späteren preußischen Litauen Wildnis und bis auf Siedlungsreste der autochthonen Bevölkerung, prußischen Schalauern und Nadrauern in der Nähe der Ordensburgen sowie Alt-Kuren (am Kurischen Haff und bei Memel), unbewohnt. Nach der Niederlage des Deutschen Ordens in der Schlacht bei Tannenberg (1410) und der Festlegung einer Grenze zu Polen-Litauen (1422) begann die Neubesiedlung des Wildnisgebiets. Zunächst ließen sich dort vereinzelt Prußen (auch Pruzzen oder Altpreußen genannt) und Deutsche nieder, an der Ostseeküste siedelten aus Lettland zugewanderte Fischer, die späteren „Nehrungskuren“. Bezzenberger nennt sie „preußische Letten“, weil ihr Nehrungskurisch auf einem lettischen Dialekt beruht. Im letzten Viertel des 15. Jahrhunderts, nach dem 2. Thorner Frieden (1466), begann die Einwanderung von Litauern, vor allem aus Schamaiten, bzw. die anzunehmende Rückwanderung nach Litauen geflohener Prußen. In den erhaltenen Archiven des Ordens sind bis zum Jahr 1540 1050 neue Landverleihungen belegt, davon nur eine an einen Deutschen. Die Haupteinwanderung der Litauer nach Preußen gilt um 1550 als abgeschlossen. Der Siedlungsgeograph Mortensen sieht in ihr eine allerletzte Phase der Völkerwanderung. Nicht Glaubensgründe waren für ihre Ansiedlung im protestantischen Preußen ausschlaggebend, sondern neben besseren wirtschaftlichen Bedingungen die zunehmende Verbreitung der Leibeigenschaft in ihrer alten Heimat. Teilweise betrieb der Orden auch eine gezielte Anwerbung von Neusiedlern und verhinderte die Rückführung nach Preußen geflohener Bauern zu ihren adligen Herren. Die litauischen Siedler werden in der Mitte des 16. Jahrhunderts auf etwa 20.000 bis 30.000 Menschen geschätzt. Ihre Namen sind in den Türkensteuerlisten fast vollständig erhalten.
Die weitere Erschließung der Großen Wildnis geschah nun hauptsächlich durch Binnenwanderung und erstreckte sich bis ins erste Viertel des 17. Jahrhunderts.
Während des zweiten schwedisch-polnischen Krieges 1656/57 fielen tatarische Hilfstruppen des polnischen Königs in das Land ein. Dabei wurden 11.000 Menschen hingemordet und 34.000 in die Sklaverei verschleppt. 13 Städte und 249 Dörfer wurden zerstört. Die folgende Hungersnot und Seuchen kosteten weiteren 80.000 Menschen das Leben.
Während der Pestepidemie von 1709/10 starben ca. 160.000 – vorwiegend Litauer – der ungefähr 300.000 Bewohner der so genannten „Litauischen Provinz“, das Memelgebiet war von der Epidemie weniger betroffen. Im Laufe des von König Friedrich Wilhelm I. durchgeführten „Retablissement“ übernahmen etwa 23.000 angeworbene Neusiedler (Salzburger Exulanten, deutsch- und französischsprachige Schweizer, Nassauer und Pfälzer) die wüst gewordenen Höfe, vorwiegend im Hauptamt Insterburg. Das Zusammenleben dieser unterschiedlichen ethnischen Gruppen verlief spannungsfrei.

„In dem südlichen Teil der Provinz, dem sogenannten Masuren, wohnte ein seit Jahrhunderten eingewohnter Stamm, der zwar verdorbenes Polnisch sprach, aber durch Religion und Sitte der erklärte Gegner der Polen selbst war. In der Mitte des Regierungsbezirks lebten dagegen Litauer, Deutsche, eingewanderte Salzburger, Schweizer, Franzosen, und im nördlichen Teil ein kurischer Stamm. Alle diese hatten damals im Jahr 1796 noch jede ihre eigene Sprache und Sitten, verheirateten sich selten unter einander und lebten doch zufrieden unter einem Gesetz. Ich führe dies letztere hauptsächlich darum an, weil gegenwärtig in dem Augenblick, da ich dieses schreibe, eine Partei, freilich aus leicht zu durchschauenden Privatabsichten, es für eine Unmöglichkeit ausgeben will, daß verschiedene Volksstämme unter einem weise abgefaßten allgemeinen Landesgesetz glücklich leben und eine Provinz ohne Adel bestehen könne. Gehe hin und siehe!“

Begünstigt durch die bis 1800 vollzogene landesweite Alphabetisierung begann eine Assimilierung an das Deutschtum.
Bevölkerungs- und Schulstatistik im Regierungsbezirk Gumbinnen 1817 bis 1825:
|                   | Muttersprache                                                        | 1817    | 1825    | absolute Veränderung | prozentuale Veränderung |
| ----------------- | -------------------------------------------------------------------- | ------- | ------- | -------------------- | ----------------------- |
|                   | dt.                                                                  | 177.798 | 229.531 | 51.733               | 29 %                    |
|                   | lit.                                                                 | 091.301 | 102.134 | 10.833               | 12 %                    |
|                   | poln.                                                                | 108.401 | 133.034 | 24.633               | ,022,5 %                |
| Gesamtbevölkerung |                                                                      | 377.500 | 464.699 | 87.199               | 23 %                    |
|                   | Unterrichtssprache schulpflichtiger Kinder vom 6. bis 14. Lebensjahr | 1817    | 1825    | absolute Veränderung | prozentuale Veränderung |
|                   | dt.                                                                  | 027.284 | 036.057 | 08.773               | 32 %                    |
|                   | lit.                                                                 | 011.540 | 011.394 | 0.−146               | ,0−1,3 %                |
|                   | poln.                                                                | 016.547 | 021.271 | 04.724               | ,028,5 %                |
| Gesamtschülerzahl |                                                                      | 055.371 | 068.722 | 13.351               | 24 %                    |

Zum auffallend starken Rückgang der Schülerzahl im litauischsprachigen Unterricht im Vergleich zum Polnischunterricht findet sich eine zeitgenössische Anmerkung, dass der Deutschunterricht von litauischen Kindern gerne angenommen wurde.
Nach Vileisis belief sich die Gesamtzahl der Litauischsprechenden im Jahr 1837 auf 149.927 und im Jahr 1852 auf 151.248. Ab Mitte des 19. Jahrhunderts wanderten viele Ostpreußen – vor allem aus dem Raum Gumbinnen – in andere Landesteile Preußens (Berlin, Ruhrgebiet) aus. Die preußische Volkszählung von 1890 ergab noch 121.345 Personen mit litauischer Muttersprache.

## Sprach- und Siedlungsgrenze

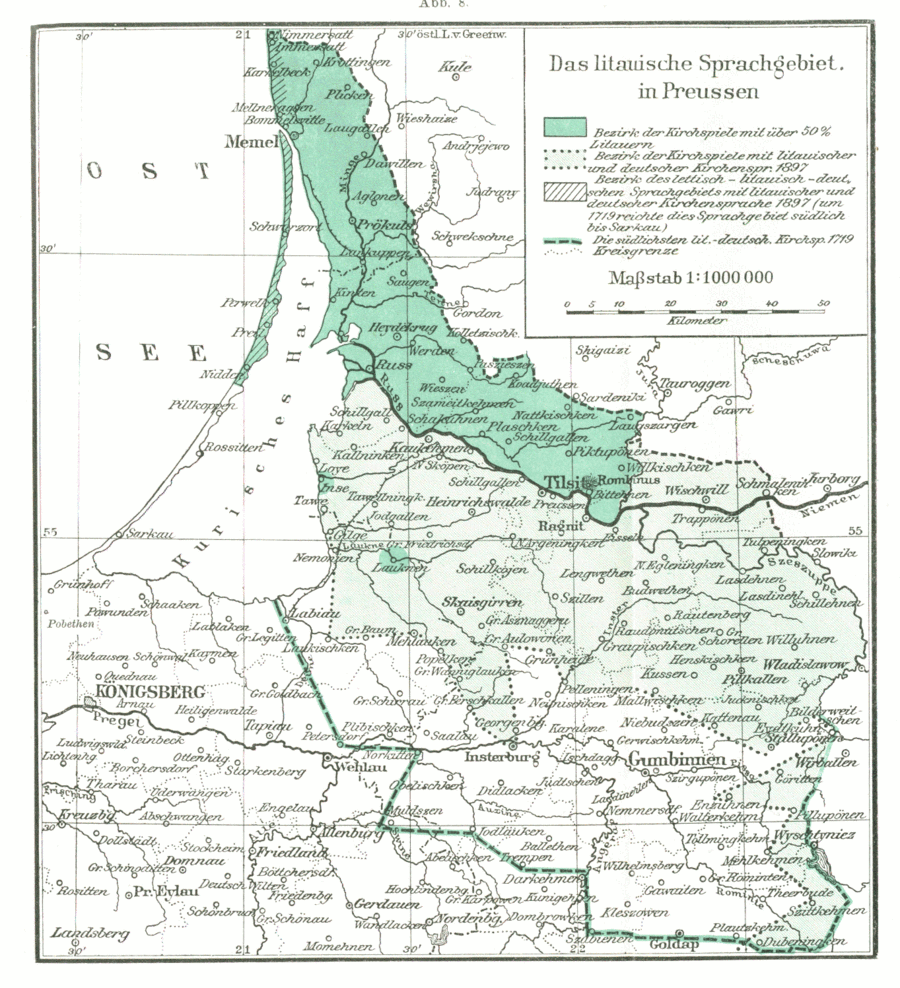
Litauisches Sprachgebiet in Preußen

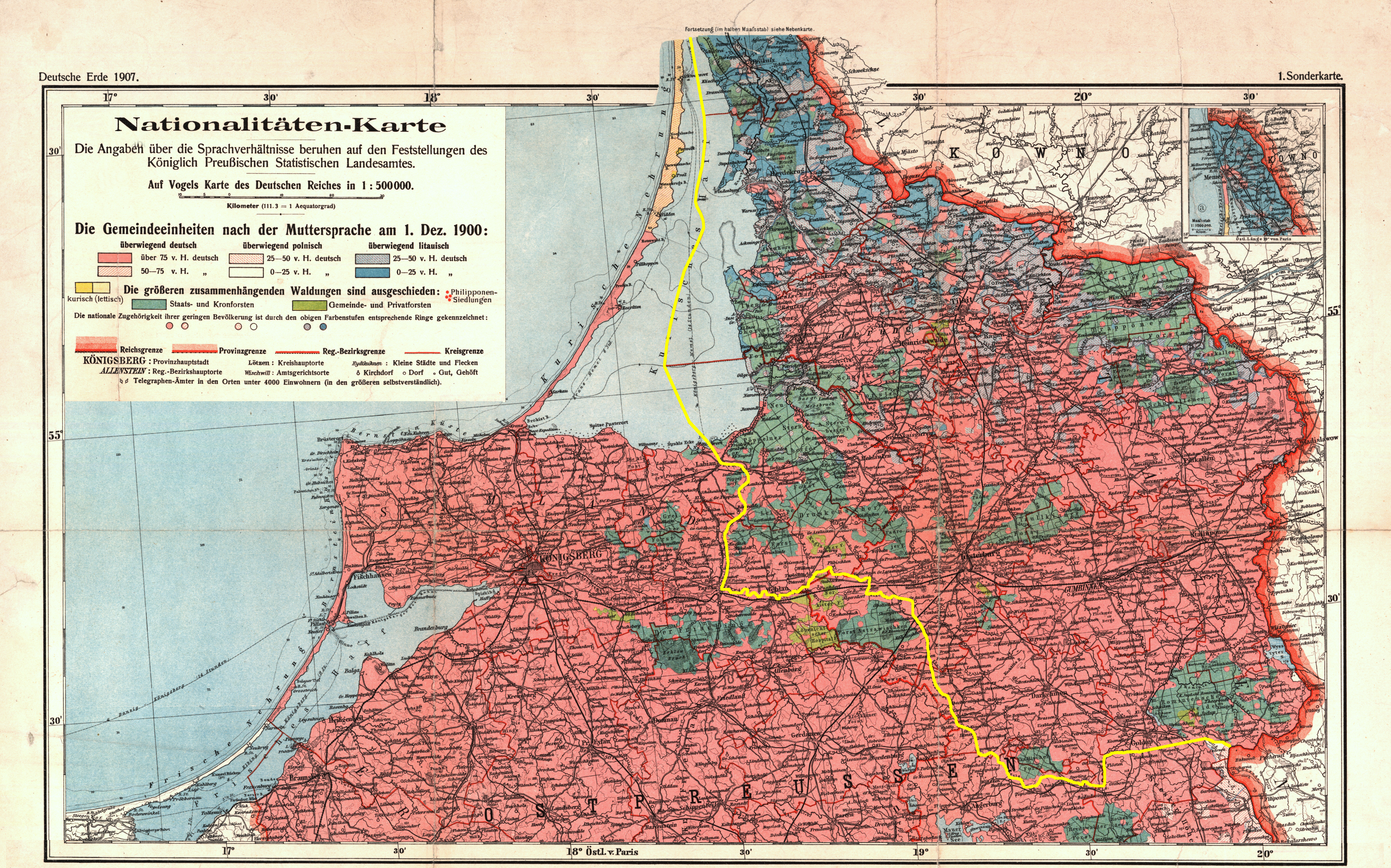
Nationalitätenkarte Ostpreußens (1900). Die gelbe Linie ist die 1876 von Friedrich Kurschat beschriebene Grenze des litauischen Sprachgebiets.

Wie weit südlich die ostpreußischen Litauer in ihrer Geschichte siedelten, lässt sich mit Hilfe der Aufzeichnungen über den auf Litauisch erteilten Gottesdienst bestimmen. Diese ethnographische Grenze (nach Algirdas Matulevičius, beschrieben durch eine Linie zwischen den Orten Heiligenbeil – Zinten – Preußisch Eylau – Bartenstein – Laggarben – Barten – Angerburg – Kutten – Gurden) entspricht in etwa der heutigen politischen Grenze zwischen dem Kaliningrader Gebiet und Polen. Die Stadt Angerburg war in dieser Zeit dreisprachig: deutsch, polnisch und litauisch.
Friedrich Kurschat beschreibt im Jahr 1876 den Sprachraum wie folgt:

„Die Grenze des littauischen Sprachgebiets geht, von dessen nördlichstem an der Ostsee gelegenen Punkt ab, etwa von dem russischen Grenzorte Polangen in südlicher Richtung bis Memel längs der Ostsee, von da ab längs dem Kurischen Haff und dem Deimefluss bis gegen Tapiau. Von da ab zieht sie sich den Pregel entlang bis hinter Wehlau nach Insterburg zu, zwischen welchen beiden Städten sie diesen Fluss überspringt, dann in südöstlicher Richtung hinstreicht und in der Gegend von Goldap sich in östlicher Richtung hinziehend die polnische Grenze überschreitet.“

Um 1900 hatte sich die Grenze zum rein deutschsprachigen Raum schon sehr weit nach Norden verschoben. Nach Franz Tetzner sprachen 1897 noch 120.693 Ostpreußen Litauisch als Muttersprache. Ihre Zahl fiel bis 1910 auf rund 114.000 der insgesamt 1,4 Millionen Einwohner der Regierungsbezirke Königsberg und Gumbinnen. Um 1900 lebte etwas über die Hälfte der preußischen Litauer nördlich der Memel.
Flucht und Vertreibung vor allem der südlich der Memel lebenden preußischen Litauer und ihre verstreute Ansiedlung in Deutschland nach 1945 zerstörten ihre Sprachgemeinschaft.

## Ortsnamen
Die litauische Siedlung spiegelt sich in vielen ostpreußischen Orts- und Flussnamen wider. Dorfnamen enden häufig auf „-kehmen“ (wie in Walterkehmen, ab 1938 Großwaltersdorf), von kiemas (preußisch-litauisch „Hof“, „Dorf“), Flüsse auf „-uppe“, von litauisch upė („Fluss, Strom“) wie in „Szeszuppe“.
Neue Ortsnamen ergeben sich auch durch die vielfältige Nutzung und Veränderung der Waldlandschaft durch den Menschen.

„Sie bekunden, wie abgelegen (Tolminkemen) und wie mitten im Forst (Widgirren) oder Haselgebüsch (Lasdinehlen) gelichtet (Skaisgirren), Birkenteer gewonnen (Dagutehlen, Dagutschen), Teer gebrannt wird (Smaledunen, Teerbude, Smaleninken), wie Holzmeiler kohlen (Trakehnen, Traken, Trakininken) und durch Ausbrennen (Ischdagen) oder Umschlagen (Ischlauzen) der Wald verkleinert (Girelischken) und die Heide bewohnbar (Schilenen, Schilgalen) gemacht worden ist.“

Die im historischen Siedlungsgebiet der prußischen Nadrauer, Schalauer und Sudauer erscheinenden neuen litauischen Ortsnamen führten zu einer bis heute andauernden Kontroverse unter Historikern, ob die Litauer Ostpreußens Autochthone waren. Ausgangspunkt des Streits war der Artikel „Die litauisch-preussische Grenze“ von Adalbert Bezzenberger aus dem Jahr 1882, in dem dieser das jüngere Alter dieser litauischen Ortsnamen nicht berücksichtigte. Die von ihm etablierte Lehre von der „Deimegrenze“ als alter litauischer Siedlungsgrenze längs des Pregels, der Alle, der Angerapp und des Goldapflusses bis in die Gegend von Dubeningken, wurde durch Paul Karge (Die Litauerfrage in Altpreußen, 1925) und schließlich durch Gertrud Mortensen (geb. Heinrich) (Beiträge zu den Nationalitäten- und Siedlungsverhältnissen von Pr. Litauen, 1927) widerlegt.
Ab 1938 ersetzten die Nationalsozialisten viele dieser alten baltischen Namen durch ahistorische deutsche. Im Dritten Reich unterlagen Untersuchungen zur Siedlungsgeschichte Ostpreußens der Zensur. So durfte der dritte Band von Hans und Gertrud Mortensen zur Besiedlung der Großen Wildnis nicht erscheinen; denn sie führten darin den Nachweis einer fast ausschließlich litauischen Besiedlung bis ins 17. Jahrhundert.
Von den unter Stalin nach 1945 mit Hinweis auf einen propagierten „urslawischen Boden“ neu festgesetzten heutigen russischen Ortsnamen haben nur wenige einen Bezug zu den alten Namen prußischer, deutscher oder litauischer Herkunft.
Beispiele für veränderte Ortsnamen:
| litauisch  | germanisiert | dt. umbenannt | russ. umbenannt  |
| ---------- | ------------ | ------------- | ---------------- |
| Budviečiai | Budwehten    | Altenkirch    | Malomoschaiskoje |
| Gavaičiai  | Gawaiten     | Herzogsrode   | Gawrilowo        |
| Kraupiškas | Kraupischken | Breitenstein  | Uljanowo         |
| Lazdenai   | Lasdehnen    | Haselberg     | Krasnosnamensk   |
| Pilkalnis  | Pillkallen   | Schloßberg    | Dobrowolsk       |
| Stalupėna  | Stallupönen  | Ebenrode      | Nesterow         |

Die Ortschaft Pillkallen ist jedoch keine litauische Ortsgründung, der Name ist vielmehr eine litauische Übersetzung des schon in Ordenszeiten existierenden Ortsnamens „Schloßberg“.

## Sprachgeschichte

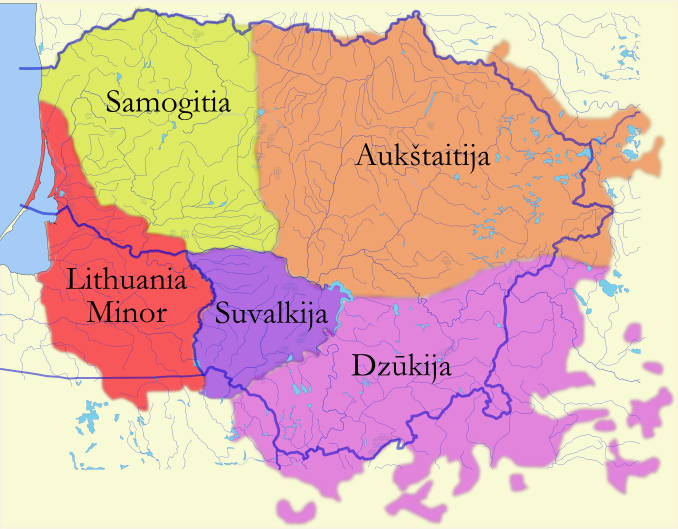
Regionale Gliederung des historischen litauischen Sprach- und Siedlungsgebiets einschließlich Mischgebieten und des ehemaligen Sprachgebietes

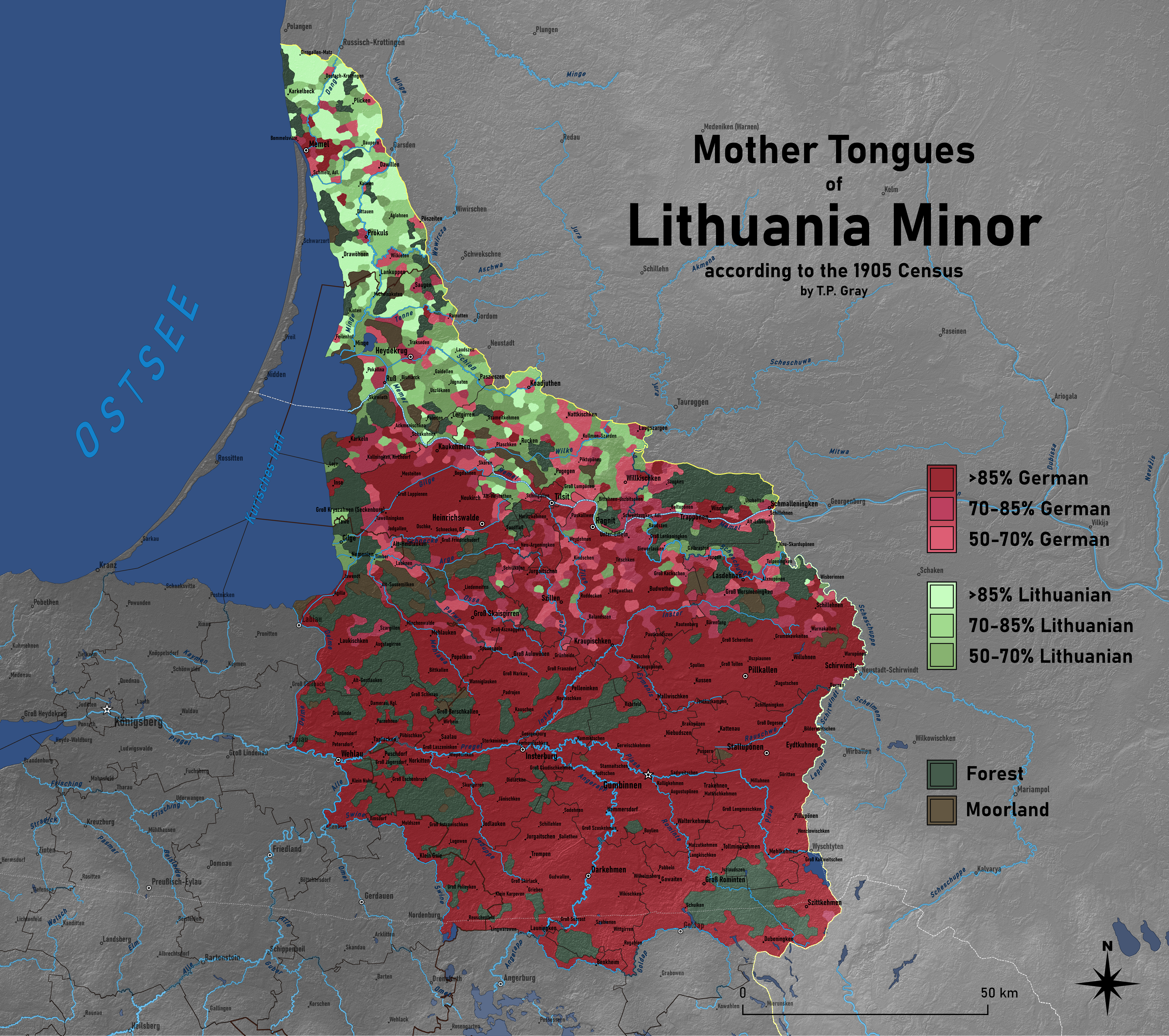
Muttersprachen Kleinlitauens, laut Volkszählung von 1905

Zur Durchsetzung der protestantischen Lehre ließ der letzte Ordenshochmeister als weltlicher Herzog Albrecht I. von Preußen kirchliche Schriften ins Litauische und Prußische übersetzen. Hiermit begann eine lange Tradition der Förderung der litauischen Sprache durch Kirche und Staat. Diese Politik entsprach Luthers Forderung nach der Predigt des Evangeliums in der Muttersprache und verhalf der litauischen Sprache in Ostpreußen – im Gegensatz zum Großfürstentum bzw. russischen Litauen – vom 16. bis Mitte des 19. Jahrhunderts zu einer kontinuierlichen Entwicklung, die auch eine Vereinheitlichung der Sprache einschloss. Die dabei entstehende preußisch-litauische Schriftsprache, August Schleicher nennt den ihr zugrunde liegenden Dialekt „südwestliches Aukschtaitisch“ (Aukschtaitisch = Hochlitauisch), wurde später zur Grundlage des modernen Litauisch. Bei dieser Entwicklung spielten die ostpreußischen Pfarrer – häufig Deutsche – eine herausragende Rolle.
Die Übersetzung des lutherischen Katechismus durch Martin Mosvid (Königsberg 1547), einen gebürtigen Schamaiten, war das erste Buch in litauischer Sprache – im benachbarten Großfürstentum Litauen verwendete man als Schriftsprachen Polnisch und Ruthenisch, das erste litauische Buch erschien dort erst ca. 50 Jahre später.
Aus dem Jahr 1573 stammt die Wolfenbütteler Postille, die erste litauische Predigtsammlung und zugleich der erste zusammenhängende handschriftliche litauische Text. Sie umfasst 72 Predigten für das ganze Kirchenjahr. Seit 1648/1649 ist sie in der Herzog August Bibliothek Wolfenbüttel verwahrt.
„Das wichtigste Dokument der altlitauischen Sprach-, Kirchen- und Kulturgeschichte“ (Range) ist die als Handschrift erhaltene Bibelübersetzung (1579–1590) des deutschstämmigen Pfarrers Johannes Bretke. Die am Text auch von anderen Pfarrern immer wieder vorgenommenen Korrekturen erlauben wichtige Einblicke in die Sprachgeschichte des Litauischen und seiner Mundarten. Bretke beherrschte in einer einzigartigen Kombination die drei in Ostpreußen gesprochenen baltischen Sprachen, neben dem Litauischen die Sprache seiner Mutter, einer Prußin, und das Neukurische, einen an der ostpreußischen Küste gesprochenen lettischen Dialekt. Seine hinterlassenen litauischen Schriften alleine stellen etwa die Hälfte des gesamten aus dem 16. Jahrhundert erhaltenen altlitauischen Sprachkorpus dar. Bretkes Bibelübersetzung wurde nie gedruckt, die Handschrift ist heute im Geheimen Staatsarchiv Preußischer Kulturbesitz verwahrt. 2013 wurde die Faksimile-Ausgabe dieses einzigartigen kulturhistorischen Denkmals abgeschlossen.
Der Beginn einer Normierung des Litauischen auf preußischem Boden erfolgte durch die vom Großen Kurfürsten in Auftrag gegebene litauische Grammatik des Tilsiter Pastors Daniel Klein (lateinische Fassung 1653, deutsche Fassung 1654).
Im Jahr 1706 kam es zu einem publizistisch ausgetragenen Disput dreier ostpreußischer Pfarrer hinsichtlich einer Reform der litauischen Kirchensprache durch eine Annäherung an die Volkssprache. Dazu machte der Gumbinner Pfarrer Michael Mörlin in seinem Traktat Principium primarium in lingva Lithvanica Vorschläge, die sein Kollege Johann Schultz aus Kattenau in einer Übersetzung mehrerer Fabeln Äsops umsetzte: Er wurde dadurch Verfasser des ersten weltlichen litauischen Buches. Der Pfarrer von Walterkehmen Jacob Perkuhn veröffentlichte darauf eine kritische Replik unter dem Titel Wohlgegründetes Bedenken über die ins Litauische übersetzten zehn Fabeln Aesopi und derselben passionierte Zuschrift. Das Problem einer von der Umgangssprache abweichenden Kirchensprache blieb jedoch ungelöst. Bis ins 20. Jahrhundert finden sich Berichte über kopfschüttelnde litauische Kirchgänger, die die Predigten ihrer Pfarrer nur zur Hälfte verstanden hatten.
Den klassisch gebildeten Pfarrern fielen die vielen Ähnlichkeiten zwischen dem Litauischen einerseits und dem Lateinischen und Altgriechischen andererseits auf. In seiner Betrachtung der Littauischen Sprache, in ihrem Ursprunge, Wesen und Eigenschaften (Königsberg 1745) machte einer von ihnen, Philipp Ruhig aus Walterkehmen, einen ersten Versuch einer sprachwissenschaftlichen und historisch vergleichenden Beschreibung des Litauischen.
1796 erschien Daniel Jenischs Philosophisch-kritische Vergleichung und Würdigung von 14 ältern und neuern Sprachen Europens, namentlich: der Griechischen, Lateinischen; Italienischen, Spanischen, Portugiesischen, Französischen; Englischen, Deutschen, Holländischen, Dänischen, Schwedischen; Polnischen, Russischen, Litthauischen, in der er – wie aus heutiger Sicht – nicht nur alle genannten Sprachen als miteinander verwandt betrachtete, sondern auch deren Hauptstämme auf eine Ursprache zurückführte. Altpreußisch, Lettisch und Litauisch sieht er als einen eigenen Sprachstamm, wenn auch eng mit den slawischen Sprachen verwandt. 1845 gab der Königsberger Professor Ferdinand Nesselmann dieser Sprachgruppe den Sammelnamen „baltisch“.
Aus der ersten Hälfte des 18. Jahrhunderts stammt das mehr als tausend Seiten umfassende, als Handschrift erhaltene Lexicon Germanico-Lithuanicum von Jacob Brodowski, das wertvolle enzyklopädieartige Sachinformationen enthält.
Das erste schöngeistige Werk in litauischer Sprache, Metai, (Jahreszeiten) entstand in der zweiten Hälfte des 18. Jahrhunderts in dem Dorf Tollmingkehmen. Verfasser des in Hexametern geschriebenen satirisch-didaktischen Gedichts ist der Pfarrer Christian Donelaitis, Absolvent des Litauischen Seminars in Königsberg. Das von Ludwig Rhesa auf Anregung des preußischen Kultusministers Wilhelm von Humboldt 1818 posthum veröffentlichte Werk ist Gelegenheitsdichtung und schildert in Skizzen mitunter sehr drastisch Leben und Umwelt ostpreußisch-litauischer Scharwerksbauern. Die UNESCO nahm Metai 1977 in die Bibliothek der europäischen Literaturmeisterwerke auf.
Auf der Flucht vor Napoleon hielt sich das preußische Königspaar 1807/1808 in Memel auf. Die ihm von der litauischen Bevölkerung entgegengebrachte Verehrung und ihre Klagen veranlassten den König zur Gründung der Erziehungs- und Lehrerbildungsanstalt Karalene („Königin“, zu Ehren von Königin Luise) und einer Stipendienstiftung für begabte junge Litauer. Aufgrund der misslichen wirtschaftlichen Lage nach den Befreiungskriegen konnten die aufgestockte Stipendienstiftung und ein Dispositionsfonds zur Förderung der litauischen Sprache und einer Volksliteratur erst 1844 umgesetzt werden.
Wortlaut des königlichen Erlasses vom 12. Januar 1844:

„Aus Ihrem Berichte vom 15. v. M. habe Ich ersehen, dass Meines in Gott ruhenden Herrn Vaters Majestät, in landesväterlicher Fürsorge für die getreuen litthauischen Unterthanen durch die anbei zurückfolgende Ordre vom 22. März 1807 angeordnet hatte, dass beständig 6 Knaben von eingeborenen litthauischen Landleute auf öffentliche Kosten auf Schulen und Universitäten erzogen und unterrichtet, dann zum practischen Staatsdienst ausgebildet und nach Maßgabe ihrer Qualifikation vorzugsweise in Litthauen angestellt werden sollten. Die Ausführung dieser durch Verlesung von der Kanzel in litthauischen Kirchen bereits bekannt gemachten Anordnung aber bei der damaligen bedrängten Lage des Staats unterblieben ist. Ich will das edle Vorhaben, an dessen Verwirklichung Meines hochseligen Vaters Majestät durch die Ungunst der Zeit verhindert worden, nunmehr bei günstigen Zeitverhältnissen, und um die getreuen Litthauer für die lange Entbehrung der ihnen zugedachten Wohlfahrt zu entschädigen, mit Freude in erweiterten Umfange zur Ausführung bringen. Zu dem Ende bewillige ich hierdurch aus dem Staatsfonds eine jährliche Summe von 3000 Thalern, aus welcher zwölf junge Leute litthauischen Stammes zu ihrer Ausbildung auf Schulen und Universitäten Stipendien, durchschnittlich von 200 Thalern, welche jedoch nach dem Bedürfnis vertheilt werden können, angewiesen erhalten, die übrigen 600 Thaler aber zu einem Dispositions-Fonds bestimmt sein sollen, um die Kenntnis der litthauischen Sprache zu fördern. Die Hälfte der Stipendien bestimme ich für junge Leute, welche sich dem geistlichen Stande oder der Schulsache, die andere Hälfte aber für solche, welche sich dem Staatsdienste widmen wollen. Für diejenigen, welche sich dazu die erforderliche Qualification erwerben werden, will Ich die Zusicherung vorzugsweiser Anstellung in den litthauischen Districten hiermit erneuern. Die zum Genusse jener Stipendien ausersehenen jungen Litthauer sollen ihren Gymnasial-Unterricht auf dem Gymnasium zu Tilsit empfangen, mit eben diesem Gymnasium soll auch der gedachte Dispositions-Fonds verbunden, und solcher zu Remunerationen für Lehrer, die sich um die litthauische Sprache, es sei durch eigene Schriften, oder durch Übersetzungen gemeinnütziger Werke in diese Sprache verdient machen, und zur Verbreitung der letzteren unter das Volk verwendet werden. Es ist möglich dahin zu wirken, dass für das Gymnasium in Tilsit Lehrer gewonnen, oder auf dem oben bezeichneten Wege herangebildet werden, welche der litthauischen Sprache neben der deutschen völlig gewachsen sind, damit auf diese Weise ein lebendiger Mittelpunkt für die Erhaltung dieser Sprache und eine Volksliteratur in derselben geschafft werde. Ich beauftrage Sie, wegen der Ausführung dieses Planes das Weitere vorzubereiten, darüber mit dem Finanz-Minister in Communikation zu treten, und gemeinschaftlich mit letzteren und unter Konkurrenz der übrigen betheiligten Departements-Chefs, in Bezug auf die für den Justiz und Administrationsdienst auszubildenden jungen Leute die erforderlichen speziellen Vorschläge einzureichen.“

Zu den Stipendiaten zählten u. a. der Philologe und Heimatforscher Alexander Kurschat, Verfasser eines vierbändigen Thesaurus linguae lituanicae, die beiden auch philologisch tätigen Pfarrer Wilhelm Gaigalat (Doktorarbeit über die Wolfenbütteler Postille, Mitglied im preußischen Abgeordnetenhaus) und Jonas Pipirs (Lithauische Sprachlehre), sowie der aus Ostpreußen stammende spätere litauische Außenminister Dovas Zaunius.
Im 19. Jahrhundert wurden Sprachforscher aus ganz Europa auf die archaische Sprache im östlichsten Teil Deutschlands aufmerksam. Sie wurde ein wichtiger Bestandteil in der Beweisführung für die Verwandtschaft der indogermanischen Sprachen. Vor allem die festgestellten Ähnlichkeiten mit dem räumlich und zeitlich weit entfernten Sanskrit unterstrichen den konservativen Charakter des Litauischen.
Deutsch: Gott gab Zähne, Gott wird Brot geben.
Litauisch: Dievas davė dantis, Dievas duos duonos.
Sanskrit: Devas adat datas, Devas dasyati dhanas.
Lateinisch: Deus dedit dentes, deus dabit panem.
Die Königsberger Professoren Ludwig Rhesa, Friedrich Kurschat und Ferdinand Nesselmann, publizierten die ersten wissenschaftlichen Arbeiten zum Litauischen. Mit seiner Schrift „Beiträge zur Kunde der littauischen Sprache“ (1843) wurde Friedrich Kurschat, selbst preußisch-litauischer Abstammung, zum Begründer der litauischen Akzentologie. Der Indogermanist August Schleicher unternahm 1852 einen längeren Studienaufenthalt in Ostpreußen. Meyers Konversationslexikon schrieb 1889 über Schleichers Verdienste:
„Schon in Bopps vergleichender Grammatik ist die litauische Sprache behandelt, aber der berühmte Sprachforscher Schleicher war der erste, der diesen Schatz systematisch zu heben suchte, indem er 1852 mit Unterstützung der österreichischen Regierung eine Art Entdeckungsreise nach Litauen [gemeint ist das preußische Litauen] unternahm und den Bauern durch Abfragen die uralten Formen ihrer Sprache sowie verschiedene ihrer volkstümlichen Lieder (Dainos), Fabeln und Märchen entlockte. Die Resultate seiner Reise legte er in einem vortrefflichen ‚Handbuch der litauischen Sprache‘ nieder, wovon der erste Teil die Grammatik (Prag 1855), der zweite das Lesebuch mit Glossar (das. 1856) enthält. Für die Zwecke der Sprachvergleichung verwertete Schleicher das Litauische selbst in seinem ‚Kompendium der vergleichenden Grammatik‘ (4. Aufl., Weimar 1876) …“
Als Leiter des Litauischen Seminars der Universität Königsberg veröffentlichte Friedrich Kurschat schließlich neben einem umfangreichen deutsch-litauischen Wörterbuch (1870) auch eine Grammatik (1876). Beide Werke sollten die Kenntnisse der litauischen Sprache, die zu diesem Zeitpunkt schon stark gefährdet erschien, unter Deutschen fördern. Von Kurschat (1806–1884) wurde auch die erste litauische Zeitung mit größerer Verbreitung, Keleiwis (Wanderer, 1849–1880), herausgegeben. Bis zum Anfang des 20. Jahrhunderts war das preußische Litauisch „die einheitlichste, am besten durchgebildete litauische Schrift-, Literatur- und Amtssprache“ (Erich Hoffmann). Als gegen Ende des 19. Jahrhunderts im russischen Litauen ein Nationalbewusstsein entstand, wurde das preußische Litauisch Grundlage der nun dort einsetzenden Bemühungen um eine Staatssprache. Die Sprache wurde zunächst an die Bedürfnisse im zaristischen Russland angepasst und im 20. Jahrhundert nach Gründung des modernen litauischen Staats weiter kodifiziert und modernisiert.
Der Rückgang der Zahl der Litauischsprecher in Ostpreußen ließ sich jedoch nicht aufhalten. Die in Preußen zu Beginn des 19. Jahrhunderts durchgeführten Agrarreformen machten die vorher überwiegend amts- und nur zu 8,5 % gutsuntertänigen litauischen Bauern freizügig und etliche zu Grundbesitzern (Großbauern). Das Verlassen des bäuerlichen Milieus, Militärdienst, Verstädterung, Mischehen, die deutsche Bildungswelt und sozialer Aufstieg mündeten in eine dem preußischen Litauer nicht aufgezwungene Germanisierung. Aus bildungspolitischen Gründen wurde nach 1815 von den ostpreußischen Verwaltungsbehörden allerdings angestrebt, dass alle Schulkinder auch Deutsch sprachen. Man glaubte, dass die litauische Bauernsprache nicht zu Abstraktionen fähig sei und eine Anhebung des Bildungsniveaus und damit eine Teilnahme am öffentlichen Leben verhindere. Die konservative Pfarrerschaft sah in der Zurückdrängung der Muttersprache jedoch pädagogisch-moralische Gefahren.
Spätestens seit Mitte des 19. Jahrhunderts kann man bei einer Mehrzahl der „Lietuvininkai“ Zweisprachigkeit annehmen, was bei enger Nachbarschaft mit Litauern auch für Deutsche zutraf. Dies lässt sich nicht zuletzt daran ablesen, dass in immer weniger Kirchen auch auf Litauisch gepredigt wurde. In Ischdaggen beispielsweise endete diese Tradition 1874.
Im Zuge der Reichsgründung von 1871 gab Preußen schließlich seine über Jahrhunderte geübte fürsorgliche Haltung gegenüber seinen nicht-deutschen Volksgruppen auf. Trotz ihres protestantischen Glaubens und ihrer Loyalität zum preußischen Königshaus wurden die preußischen Litauer Leidtragende des Bismarckschen Kulturkampfes. In Petitionen an den Kaiser wandten sie sich gegen den Abbau des muttersprachlichen Unterrichts.
Aus einer litauischen Petition an den Kaiser vom 11. Mai 1879:

„Wir armen bedrängten Littauer wollen ja, daß unsere Kinder im Deutschen unterrichtet werden sollen, nur die Religionslehre und das Lesen der heiligen Schrift möchten wir littauisch haben wollen. Wir wollen ja auch die Sprache unseres teuren Landsvaters, den wir so gern haben und so herzlich lieben, kennenlernen, deshalb wissen wir auch, daß das Lallen unserer Kinder in der Muttersprache ihnen nicht genommen wird. Wir wollen gern die Sprache kennen, die deutsche Helden erzieht, doch den Kern unserer Sprache, der uns durch die Natur ins Herz gepflanzt ist, wollen wir nicht verlieren. Wir wollen gern die Sprache kennen, die vielen Millionen auf dem Erdenrund bekannt ist, doch wollen wir nicht vergessen, was auch in den künftigen Zeiten ein Bruder zu dem anderen von Herzen spricht; denn wird einmal unsere Sprache, die uns die Natur ins Herz gelegt, vernichtet, so wird es der größten Kunst nicht mehr gelingen, dieselbe in ihrer ganzen Würde wieder aufzurichten.“

1878 wurde eine von Georg Sauerwein begleitete litauische Delegation von Kaiser Wilhelm I. empfangen. Über den Besuch vermerkte der Kronprinz, der spätere Kaiser Friedrich III., in seinem Tagebuch:

„Es war schwer, die ungekünstelte Herzensinnigkeit einer solchen Liebe und Dankbarkeit anzusehen, und ihre Äußerung anzuhören, ohne daß einem die Tränen in die Augen traten, bei dem Gedanken an das in jüngster Zeit von verschiedenen Seiten in Ostpreußen angestrebte rasche Ausrotten der alten, ehrwürdigen Sprache mit ihren Volksliedern von ungekünstelter, unverdorbener Naturkraft und tiefster religiöser Glaubensinnigkeit.“

Im polnischsprachigen Gebiet wurde der muttersprachliche Unterricht 1887 völlig verboten. Im Regierungsbezirk Gumbinnen wurde die Bestimmung von 1873, die litauischsprachigen Religionsunterricht in der Unterstufe und litauischen Lese- und Schreibunterricht in der Mittelstufe vorsah, jedoch beibehalten. Inwieweit dieser litauische Unterricht vor Ort umgesetzt werden konnte, hing vom Elternwillen, der Klassenzusammensetzung und der Befähigung der Lehrer ab.
Weitergehende Zugeständnisse an die staatsloyalen Litauer wurden deshalb nicht gemacht, weil sich das deutsch-polnische Verhältnis um die Jahrhundertwende zuspitzte.
In den späten 1870er Jahren wurden für den Deutschen Sprachatlas an den Schulen standardisierte Sprachproben erhoben, die sogenannten Wenkerbogen. Sie erlauben uns heute einen Einblick in die damalige Verbreitung des ostpreußischen Litauisch und seiner beiden Hauptdialekte, des Aukschtaitischen und West-Schamaitischen.
Die bedrohte Sprache für die Wissenschaft zu retten, war Ziel der 1879 gegründeten Litauischen Litterarischen Gesellschaft (so die ursprüngliche Schreibweise, später: Litauische Literarische Gesellschaft). Sie veröffentlichte vor allem in ihrer Zeitschrift, den Mittheilungen der Litauischen Litterarischen Gesellschaft, Sammlungen volkstümlicher Dichtung wie Volkslieder (Dainos), Fabeln, Märchen, Sprichwörter und Rätsel. Mitglieder waren u. a. Adalbert Bezzenberger, August Bielenstein, Franz von Miklosich, Friedrich Max Müller, Ferdinand Nesselmann, August Friedrich Pott und Ferdinand de Saussure. Die Gesellschaft wurde 1925 aufgelöst. Ihr letzter Vorsitzender, Alexander Kurschat (1857–1944), rettete das Manuskript zu einem vierbändigen litauisch-deutschen Großwörterbuch trotz Krieg und Vertreibung in den Westen. Der 1973 erschienene vierte Band ist das letzte Zeugnis des Preußisch-Litauischen.

„Aufruf zur Bildung einer Litauischen literarischen Gesellschaft:
Die litauische Sprache, eine der für die Sprachwissenschaft wichtigsten, geht rasch ihrem Untergange entgegen, gleichzeitig bedrängt vom Deutschen, Polnischen, Russischen und Lettischen, wird sie ihr Dasein nur noch kurze Zeit fristen. Mit ihr schwindet die Eigenart eines Volkes, das zeitweise im europäischen Norden herrschend war, mit ihr dessen Sitten, Sagen und Mythen, mit ihr dessen Poesie, welche die Aufmerksamkeit eines Herder erregte, die Nachahmung eines Chamisso fand.
Die Wissenschaft, zu deren Aufgaben es gehört, das Bestehende zu pflegen, und, was nach den Gesetzen der Natur und der Entwicklung der Geschichte dem Untergange verfallen ist, wenigstens im Bilde festzuhalten, hat längst in dieser Frage Stellung genommen, schon seit geraumer Zeit haben Gelehrte, zum Theil ersten Ranges, ihre Kräfte Litauen gewidmet und sich bemüht jene Aufgaben an ihm zu lösen; noch ist aber das Bild, welches sie von Litauen gezeichnet haben, vielfach schattenhaft und verschwommen, die Ausbeute auf diesem Gebiet ist eben zu reich, als dass die Schätze durch die Arbeit einzelner gehoben und gestaltet werden könnten. Nur durch das planmäßige und einmüthige Vorgehen einer Gesammtheit ist dies möglich, einer Gesammtheit, welche die Kräfte aller Betheiligten vereinigt, einen lebendigen Zusammenhang derselben und ihrer Arbeiten herstellt und im weitesten Umfange die Aufmerksamkeit für Litauen zu erregen und zu beleben weiss.
Von diesen Erwägungen ausgehend fordern die Unterzeichneten zur Bildung einer Gesellschaft auf, die in der Weise der Lettischen literarischen Gesellschaft, des Vereis für niederdeutsche Sprachforschung u. ä. thätig sein würde. Sie wenden sich dabei zunächst an alle Diejenigen, welche nach Herkommen oder Beruf Sinn und Theilnahme für litauisches Wesen haben, weiter aber an Alle, welchen daran gelegen ist, dass sich vor unseren Augen nicht wiederhole, was so oft zum Nachtheil historischer Forschung geschehen konnte: dass ein ganzes Volk, welches unsere Achtung und Theilnahme verdient, unwürdig und spurlos zu Grunde gehe (Tilsit 1879).“

1891 veröffentlichte der von ostpreußischen Salzburgern abstammende Sanskritist Carl Cappeller viele Jahre zuvor gesammelte Märchen aus dem Raum Stallupönen. Er vermerkte über ihren sprachlichen Zustand resigniert:

„Es kann ja niemand entgehen, daß der Dialekt des südlichen preußischen Litauisch, welcher einst die Grundlage der litauischen Schriftsprache bildete, und in welchem Donalitius dichtete, hier schon in völliger Entartung und Zersetzung begriffen ist. Aber ich bin der Meinung, daß die Sprache auch in diesem Stadium, trotz oder vielleicht gar wegen ihres verkümmerten Vokabulars, ihrer zerrütteten Syntax und ihrer krassen Germanismen, der Aufmerksamkeit des Forschers würdig ist.“

Der litauische Linguist Zigmas Zinkevičius sieht als Gründe für den sprachlichen Verfall durch Einwirkung des Deutschen einmal den fehlerhaften litauischen Sprachgebrauch der deutsch gebildeten litauischen Intellektuellen, der von einfachen Menschen nachgeahmt wurde. Negativ wirkten sich auch die mangelhaften Sprachkenntnisse der Pastoren aus, vor allem Deutscher, die einen deutsch-litauischen Jargon sprachen.

## Wortschatz
Das preußische Litauisch besitzt im Kontakt mit dem Deutschen und slawischen Sprachen, vor allem dem Ruthenischen und Polnischen, erworbenes Lehngut. Zu den Slawismen zählen u. a. „alle die christliche Religion, die christlichen Feste, Wochentage, kirchliche Dinge, soziale Ordnungen und Ähnliches betreffenden Ausdrücke“ (F. Kurschat). Die Slawismen sind mithin ein Beweis dafür, dass die preußischen Litauer keine Autochthonen waren, sondern in das nördliche Ostpreußen einwanderten.
Die Namen der Wochentage z. B. lauten panedelis (Montag, vgl. belarussisch panyadzelak, poln. poniedziałek, tschech. pondělí), utarninkas (vgl. belarussisch aŭtorak, poln. wtorek, tschech. úterý), sereda (vgl. belarussisch Sierada, poln. środa, tschech. středa), ketwergas, petnyczia, subata, nedelia (nach Kurschat, 1870). Im ehemals russischen Litauen wurden im Zuge der Sprachreform zu Beginn des 20. Jahrhunderts die dort noch zahlreicheren Slawismen getilgt und durch zwar litauische aber ahistorische Bildungen ersetzt: pirmadienis (Montag – wörtlich „Ersttag“), antradienis (Dienstag – wörtlich „Zweittag“), treciadienis, ketvirtadienis, penktadienis, sestadienis, sekmadienis.
Aus dem Deutschen entlehnte Wörter werden lautlich an das Litauische angepasst und erhalten litauische Endungen: popierius – Papier, kurbas – Korb, zebelis – Säbel, apiciers – Offizier, pikis – Pech, kamarotas – Kamerad, kamandieruti – kommandieren.
Neben alte litauische Wörter aus der bäuerlichen Lebenswelt treten nun deutsche Entsprechungen, wie z. B. bei Monatsnamen:
- Januarijis neben wasaris, ragas oder pusczius von pusti „blasen“.
- Februarijis neben kowinis (Dohlenmonat), rugutis oder prydelinis.
- Mercas neben karwelinis oder balandinis (Taubenmonat).
- Aprilis neben sultekis (Birkenmonat) oder welyku-menu (Ostermonat).
- Meijis neben geguzinis (Kuckucksmonat) oder ziedu-menu.
- Junijis neben pudimo-menu (Brachmonat), sejinis (Säemonat), semenys (Leinmonat) oder wisjawis.
- Julijis neben liepinis (Lindenmonat) oder szienawimo-menu.
- Augustas neben degesis (Hitzemonat) oder rugpjutis (Erntemonat).
- Septemberis neben rudugys (Herbstmonat), rugsejis, wesselinnis (kühler Monat) oder pauksztlekis.
- Oktoberis neben lapkritis (Monat, da die Blätter fallen) oder spalinis.
- Nowemberis neben grudinis (Frostmonat).
- Decemberis neben sausis (trockner Monat) oder kaledu-menu (Weihnachtsmonat).

Es entsteht auch im privaten Bereich ein für Außenstehende ergötzliches Gemisch aus Litauisch und Deutsch.
„Kur foruji?“ (Wohin fährst Du?)
„I miesta ant verjnyjes.“ (In die Stadt zum Vergnügen.)
„Na, tai amyzierukis!“ (Na, dann amüsiere Dich!)

## Orthographie

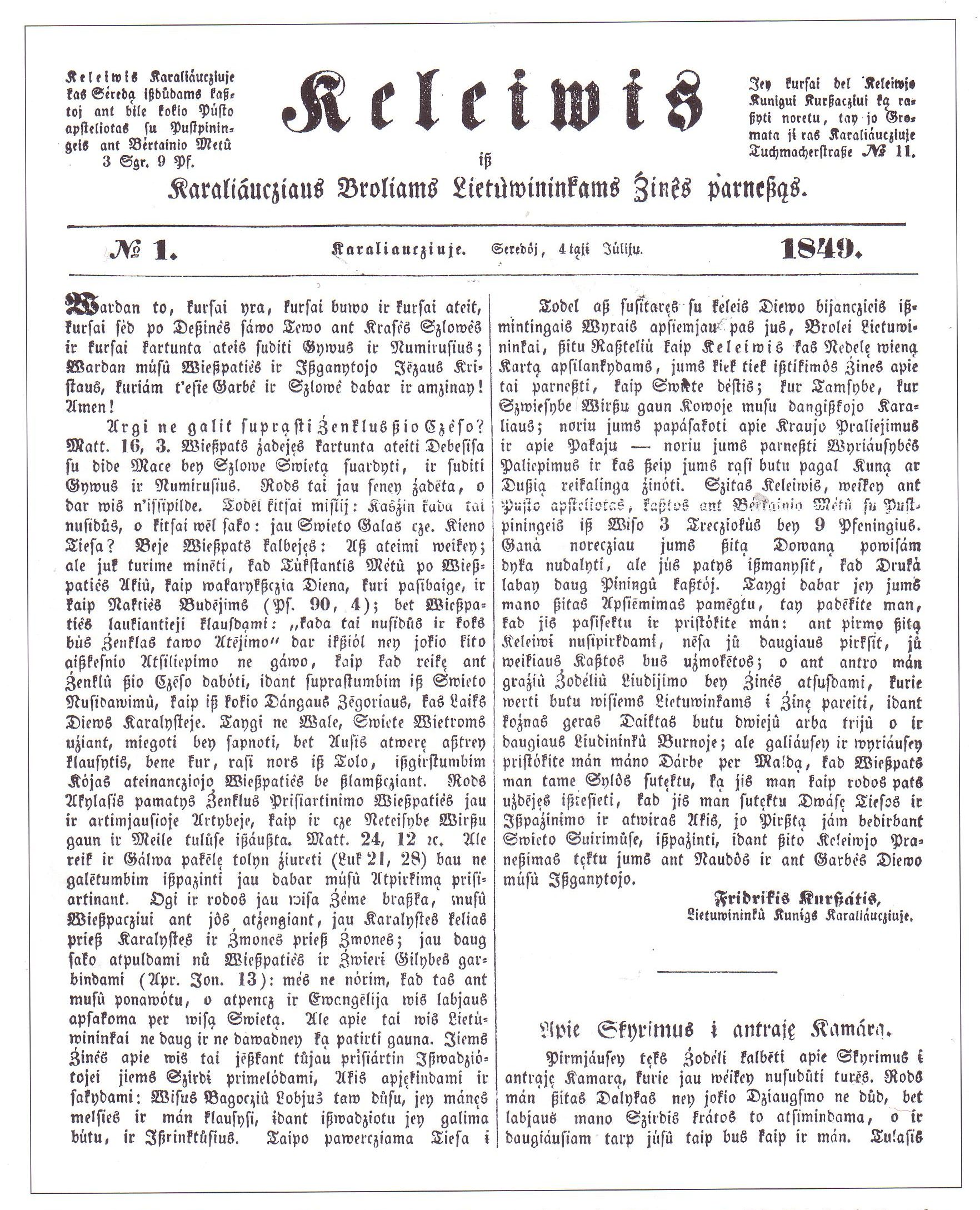
Der Wanderer, Friedrich Kurschats Zeitung für die Litauer in Preußen

Druckerzeugnisse wie Zeitungen, Bibel, Katechismus, Gesangbuch, und sonstige Volksschriften erschienen – im Gegensatz zu Großlitauen – in deutscher Schrift, geschrieben wurde jedoch in lateinischer Schrift.

## Preußisch-litauische Familiennamen
Sie entstehen seit dem 16. Jahrhundert, und damit ein Jahrhundert früher als Familiennamen im benachbarten Polen-Litauen. Im Deutschen verlieren sie häufig ihre ursprünglichen Endungen.
Der Name Adomeit z. B. geht zurück auf die Form Adomaitis. Sie entsteht durch Anfügung des patronymischen Suffixes -aitis an den Vor- bzw. Familiennamen Adomas (Adam). Dieses hatte ursprünglich die Bedeutung „Sohn des …“. Als Familienname hat sich meist die abgeleitete Form durchgesetzt (vgl. germanische Namen wie Johnson oder Thomson). Die Ehefrau des Adomeit heißt Adomaitiene, die Tochter Adomaitike (auch Adomaityte). Die Mitglieder der ostpreußischen Familie Adomeit antworteten demnach auf die Frage nach ihren Namen folgendermaßen: Ansas Adomaitis (der Vater Hans Adomeit), Barbe Adomaitiene (die Mutter Barbara Adomeit), Pritzkus Adomaitis (der Sohn Friedrich Adomeit) und Urte Adomaitike (die Tochter Dorothea Adomeit). Die häufigsten Endungen preußisch-litauischer Familiennamen in Deutschland sind -eit, -at, -(k)us und -ies.
- Da das Litauische im Gegensatz zum Deutschen  keinen Artikel und keine strenge Wortstellung kennt, werden die grammatischen Beziehungen im Satz über Endungen ausgedrückt. Das gilt auch für Eigennamen. Es gibt sieben Fälle:
  - Nominativ: RIMKUS yra geras vyras = Rimkus ist ein guter Mann.
  - Genitiv: Ši knyga yra RIMKAUS = Dieses Buch gehört Rimkus.
  - Dativ: Perduok šią knygą RIMKUI! = Gib Rimkus dieses Buch!
  - Akkusativ: Pasveikink RIMKų su gimtadieniu = Gratuliere Rimkus zum Geburtstag.
  - Instrumental: RIMKUMI galima pasitikėti = Wir können Rimkus vertrauen.
  - Lokativ: RIMKUJE slepiasi kažkokia jėga = In Rimkus steckt Kraft.
  - Vokativ: RIMKAU, eik namo! = Rimkus, geh nach Hause!
  - Namensendungen des Sohnes, sie können regional variieren, in Ostpreußen überwiegen -ATIS und -AITIS, -UNAS ist seltener:
  - N.  Rimkūnas, Rimkaitis
  - G.  Rimkūno, Rimkaičio
  - D.  Rimkūnui, Rimkaičiui
  - A.  Rimkūną, Rimkaitį
  - I.  Rimkūnu, Rimkaičiu
  - L.  Rimkūne, Rimkaityje
  - V.  Rimkūnai! Rimkaiti!

- - Namensendungen einer verheirateten Frau: Rimkuvienė, Rimkuvienės, Rimkuvienei, Rimkuvienę, Rimkuviene, Rimkuvienėje, Rimkuviene
  - Namensendungen einer unverheirateten Frau:  Rimkutė, Rimkutės, Rimkutei, Rimkutę, Rimkute, Rimkutėje, Rimkute
  - Dazu kommen neben den Pluralformen in Ostpreußen noch die Formen des Duals, die im heutigen Litauisch verschwunden sind
- Es finden sich deutsch-litauische Mischformen wie Schneidereit, Schustereit, Bäckereit, Fritzkeit, Dietrichkeit, Müllereit, Cimermonis, Schulmeistrat, Schläfereit, Burgmistras
- Viele Familiennamen entstehen aus christlichen Vornamen: Ambrassat (Ambrosius), Tomuscheit (Thomas), Kristopeit (Christoph), Stepputat (Stephan), Petereit (Peter), Endruweit (Andreas), Simoneit (Simon).
- Berufsnamen sind Kallweit (Schmied), Kurpjuhn (Schumacher), Podszus (Töpfer), Laschat (Scharwerker), Krauczun (Schneider), Krauledat (Aderlasser)
- Namen, die auf die Herkunft weisen, sind Kurschat (Kure), Szameit (Schamaite), Prusseit (Preuße), Lenkeit (Pole).
- Namen von Tieren und Pflanzen: Wowereit (Eichhörnchen), Awischus (Hafermann), Dobileit (Klee), Schernus (Eber), Puschat (Kiefer), Schermukschnis (Eberesche), Kischkat (Hase)
- Namen, die körperliche und geistige Merkmale bezeichnen:  Didschus (Groß), Rudat (Rotbraun), Kairies (Linkshänder), Mislintat (Denker)
- Auch manche Namen ausländischer Herkunft können lithuanisiert werden: französisch Du Commun wird zu Dickomeit, der Schweizer Name Süpply wird zu Zipplies
- Schließlich können Namen der autochthonen prußischen Bevölkerung litauisch überdeckt werden (Scawdenne-Schaudinn, Tuleswayde-Tuleweit, Waynax-Wannags, Wissegeyde-Wissigkeit), manche Namen sind dem Prußischen und Litauischen gemeinsam.
- Der häufigste deutsche Name preußisch-litauischer Herkunft ist litauisch „naujokas“ (dt. „Neumann“) mit seinen Varianten Naujocks, Naujoks, Naujox, Naujock, Naujok, Naujokat, Naujokeit und Naujack (2690 Nennungen auf verwandt.de); der häufigste Name in Litauen selbst, Kazlauskas, kommt nur auf 1857 Nennungen (litauisches Telefonbuch 2004).

Die Baltistin Christiane Schiller schätzt die Zahl der Träger litauischer Familiennamen in Deutschland auf bis zu einer halben Million.

## Träger preußisch-litauischer Familiennamen
- Dirk Adomat, deutscher Politiker (SPD)
- Wulf Bernotat, deutscher Manager und ehemaliger Vorstandsvorsitzender der E.ON AG.
- Erich Dunskus, deutscher Film- und Theaterschauspieler
- Wilhelm Gaigalat (litauisch Vilius Gaigalaitis), preußisch-litauischer Pfarrer und Mitglied im preußischen Abgeordnetenhaus
- Georg Gerullis, deutscher Baltist
- Martynas Jankus, deutsch meist Martin Jankus, preußisch-litauischer Druckereibesitzer und Publizist
- Herbert Jankuhn, deutscher Prähistoriker
- Daniel Jurgeleit, deutscher Fußballspieler
- Ursula Karusseit, deutsche Schauspielerin
- John Kay (Fritz Krauledat), Leadsänger der Rockgruppe Steppenwolf
- Jürgen Keddigkeit, deutscher Historiker
- Christoph Kukat, ostpreußischer Evangelist und Bußprediger
- Lothar Kurbjuweit, deutscher Fußballspieler
- Sven Mislintat, deutscher Fußballfunktionär und Spielerbeobachter
- Bodo Rudwaleit, deutscher Fußballspieler
- Heinrich Schlusnus, deutscher Opern- und Konzertsänger
- Gerd Siemoneit-Barum, deutscher Zirkusdirektor
- Max Simoneit, deutscher Militärpsychologe
- Jonas Smalakys, preußisch-litauischer Reichstagsabgeordneter, Gutsbesitzer, Teilnehmer am italienischen Unabhängigkeitskampf
- Wilhelm Steputat, deutscher Schriftsteller, Mitglied des Preußischen Abgeordnetenhauses und Landespräsident im Memelländischen Landesdirektorium
- Klaus Theweleit, deutscher Literaturwissenschaftler, Kulturtheoretiker und Schriftsteller
- Lena Valaitis, deutsch-litauische Schlagersängerin
- Vydūnas (bürgerlich Wilhelm Storost) preußisch-litauischer Lehrer, Dichter, Philosoph, Humanist und Theosoph
- Ulrich Wannagat, deutscher Chemiker
- Reinhard Wenskus, deutscher Historiker
- Dietmar Willoweit, deutscher Rechtswissenschaftler und Rechtshistoriker
- Günter Willumeit, deutscher Humorist, Parodist und Unterhalter
- Klaus Wowereit, Regierender Bürgermeister von Berlin

## Zitate
- Im Insterburgischen Amt „waren … fast nur Litauer, die ein starkes Volk sind und nach ihrer Art gottesfürchtig, die ihre Pfarrer ehren, der Obrigkeit gehorsam sind und willig tun, wozu sie verpflichtet sind. Doch wenn sie darüber hinaus belastet werden, halten sie zusammen und werden aufsässig wie die Bienen … und ob sie auch wohl mit dem leidigen Sauflaster, das in diesen Landen sehr gemein ist, beladen sind, so auch, dass sie zeitweilig alle voll, Junge, Alte, Männer, Weiber, Knechte, Mägde, nicht anders als das Vieh zusammen auf der Streu liegen, doch ohne dass man irgendeine Unzucht von ihnen erfährt.“ (Caspar Henneberger, 1595, zitiert nach Willoweit)
- „Ich füge zu diesem noch hinzu: das er /der preußische Litauer/ von Kriecherey weiter, als die ihm benachbarten Völker, entfernt, gewohnt ist mit seinen Obern im Tone der Gleichheit und vertraulichen Offenherzigkeit zu sprechen; welches diese auch nicht übel nehmen oder das Händedrücken spröde verweigern, weil sie ihn dabei zu allem Billigen willig finden. Ein von allem Hochmuth, oder einer gewissen benachbarten Nation, wenn jemand unter ihnen vornehmer ist, ganz unterschiedener Stolz, oder vielmehr Gefühl seines Werths, welches Muth andeutet und zugleich für seine Treue die Gewähr leistet.“ (Immanuel Kant, 1800; er war drei Jahre lang Hauslehrer in Judtschen bei Gumbinnen)
- „… Brandenburger, Preußen, Schlesier, Pommern, Litthauer! Ihr wisst, was Ihr seit fast sieben Jahren erduldet habt; Ihr wisst, was euer trauriges Loos ist, wenn wir den beginnenden Kampf nicht ehrenvoll enden. Erinnert Euch an die Vorzeit, an den großen Kurfürsten, den großen Friedrich. Bleibt eingedenk der Güter, die unter Ihnen Unsere Vorfahren blutig erkämpften: Gewissensfreiheit, Ehre, Unabhängigkeit, Handel, Kunstfleiß und Wissenschaft…“ (Aufruf des Königs von Preußen Friedrich Wilhelm III. „An Mein Volk“ zu Beginn der Befreiungskriege gegen Frankreich vom 17. März 1813)
- „Menschen sollen nicht wie Elenthiere, blos um der Rarität willen gehegt werden, sondern übergehen in die höhere Bildung; so werden die Litthauer in Preußen verschwinden.“ (Friedrich Förster 1820)
- „… daß das Litthauische eine so liebliche, gemüthliche und sanfte Sprache sey, kann, da sie sich bis jetzt nicht zur Schriftsprache ausgebildet hat, ihr Bestehen nicht begründen. Sie hat kein einziges originelles Werk, selbst Donaleitis Jahreszeiten sind eine Folge germanischer Bildung und von Germanismen nicht frei; und jetzt ist die Sprache schon ganz germanisiert und verliert das Gepräge der Eigenthümlichkeit immer mehr. (…) Wir finden darin nichts Widernatürliches, wenn der Preußische Staat auf das Erlöschen der Nebensprachen mit Erfolg einwirken und Deutsche Bildung und Sprache allgemein macht.“ (Preußische Provinzial-Blätter 3, 1830)
- „Vor 130 Jahren mochten diese Landstriche nur von Litthauern bewohnt gewesen sein, erst nach der großen Pest von 1709 und 1710 fing man im Großen an, diese damals ganz entvölkerten Gegenden mit deutschen Colonisten zu besetzen. Doch hielten sich von da an die Litthauer ziemlich stabil in dem einmal festgestellten Verhältnisse bis in die neueste Zeit. Allein seit 25 Jahren ist es auffallend, wie schnell die litthauische Nationalität, ihre Sprache, ihre Sitten und Trachten verschwinden und wie sich die Leute allmählich völlig germanisiren. Es ist nicht unwahrscheinlich, daß in 50 Jahren in diesen Landstrichen nur noch geringe Ueberbleibsel eines rein litthauischen Volkes, insbesonders in Bezug auf die Sprache, vorhanden sein werden.“ (August von Haxthausen 1839)
- „Viel Mühsal und Entbehrung erleide ich zwar (so sind z. B. meinem jetzigen Wirthe Teller völlig fremd – wir speisen aus gemeinsamer Schüssel) doch ertrage ich alles dies mit Freuden – bald wird es ja überstanden sein, am 15. October gedenke ich in Prag einzutreffen.“ (August Schleicher, 1853 in „Briefe an den Secretär, über die Erfolge einer nach Litauen unternommenen wissenschaftlichen Reise“)
- „Der Littauer naht sich im Allgemeinen dem Deutschen gern und zeigt sich besonders dann sehr freundlich und zuvorkommend gegen ihn, wenn er, der deutschen Sprache nicht mächtig, sich in seiner Sprache mit ihm unterhalten oder doch wenigstens verständigen kann. Er ist ein treuer Vaterlandsfreund und im Kriege ein tapferer Soldat.“ (Friedrich Becker, 1866)
- „Man kann den Gelehrten, die einen weiten Sprachenkreis umfassen müssen, nicht zumuthen, das Litauische zu lernen, wie man die Sprache eines in Literatur oder Wissenschaft mächtigen Volkes lernt. Es wird immer zu denen gehören, die um ihrer selbst willen sehr wenige Menschen lernen, da die Literatur nichts bietet, auch die oft gepriesene Volksdichtung durch einige anmuthige Lieder nicht über den überaus dürftigen Inhalt und die öde Einförmigkeit der übrigen tausende entschädigt.“ (August Leskien, 1891)
- „In dem nördlichsten Teil der Provinz Ostpreußen wohnt schon seit fünf Jahrtausenden der nach Sprache und Sitten äußerst merkwürdige Volksstamm der Litauer.“ (Wilhelm Gaigalat, 1904)
- „Die Litauer fühlen sich nur wenig zueinander hingezogen, darum fiel es auch schwer, sie als Mitglieder zu bekommen. Zwar hat sich die Mitgliederschaft jedes Jahr etwas vergrößert und hat jetzt, nach 5 Jahren, 70 erreicht, doch ist dies sehr wenig, vergleicht man es mit der großen Zahl der hier wohnenden Litauer. Warum kümmern wir Litauer uns so wenig um uns selbst? Wir sehen, jedes Volk findet seinen höchsten Ruhm darin, das zu erhalten, was es seit alters her besessen hat: Seine Sprache, seine altertümlichen Sitten. Sich vertraut zu machen mit der Geschichte seines Volkes, mit seiner nationalen Literatur ist für den Deutschen Ehrensache. Warum ist das bei uns nicht ebenso? Warum sorgen wir nicht dafür in unserer Sprache gut lesen und schreiben zu können? Warum lesen wir nicht ebenso litauische Bücher, wie deutsche? Warum, wenn der Litauer dem Litauer begegnet, schämt oder fürchtet er sich, litauisch zu sprechen? Ein ehrenhafter, gebildeter Mensch wirft das nicht fort, was er von seiner Mutter bekommen, und verachtet nicht das Erbe seiner Väter.“ (Verein der Litauer in Berlin, 1905)
- „… Es lohnt sich daher, auf die Vergangenheit einzugehen. Dabei denken wir keinen Augenblick an dasjenige Litauen, das in der Vergangenheit keine Vergangenheit und in der Gegenwart keine Gegenwart besitzt, an das preußische Litauen mit seinen etwas über 100 000 noch litauisch sprechenden Protestanten, die keinerlei Beziehungen zu ihren katholischen Stammesbrüdern jenseits der Grenze unterhalten, ihnen völlig fremd und teilnahmslos gegenüberstehen, nichts mit ihnen außer der (dialektisch) abweichenden Sprache teilen; trotz der jahrzehntelangen Arbeit „Junglitauens“, die notgedrungen auf preußischem Boden, in Tilsit und anderswo, vor sich gehen mußte (stark gehindert durch die allen Petersburger Weisungen eifrigst nachkommende preußische Polizei), sind diese Litauer ohne nationales Bewußtsein geblieben: wir sind anders als die Polen, d. h. das nationale Element spielt bei uns keinerlei Rolle. Also nicht von diesem ehrwürdigen ethnographischen Kuriosum, den Elchen seiner Wälder vergleichbar, sondern wir sprechen hier von demjenigen Litauen, das sich durch Annahme des Katholizismus vor der Überflutung durch die Russen und deren Orthodoxie, sowie durch die Erhaltung seiner Sprache vor der Aufsaugung durch das Polentum erhalten hat ….“ (Alexander Brückner, polnischer Historiker, 1916)
- „Wohl wenige nur draussen im Reiche wissen etwas Genaueres von den Litauern und ihren Liedern, den Dainos. Und doch gehören diese zu den blüte- und düftereichsten Blumen im Wundergarten der Volkspoesie, und jene sind vielleicht das sanglustigste und liederreichste Volk der Erde. Der litauische Landbauer singt bei der Feldarbeit, die Mädchen in den Spinnstuben, keine gesellige Zusammenkunft, keine Hochzeit wird gefeiert ohne Gesang, kurz der Litauer - wenigstens wo er sich unvermischt erhalten hat, wie jenseits der Grenze - singt überall, wo irgend Gelegenheit dazu ist.“ (Louis Nast, 1893)
- „Ich habe hier eine Besonderheit der litauischen Sprache berührt und möchte deshalb mit einigen Worten über die Anhänglichkeit der Litauer an ihre Muttersprache den Schluss machen. Meine Versicherung, ich sei gekommen, um die litauische Sprache zu studieren, öffnete mir überall die Herzen und, woran mir ja in meinem Falle noch mehr gelegen war, den Mund der Litauer. Diese Liebe zur Muttersprache tritt aber ohne jeden Chauvinismus, ohne jede Spitze gegen das Deutschtum auf. Wiederholt erklärte man mir, der pons diews, der Herrgott, wolle, dass die Kinder in ihrer Muttersprache, in der Sprache ihrer Hausbibel und ihres Gesangbuches zu ihm beteten. Dass sie ausserdem noch Deutsch lernen müssten, sei selbstverständlich, da man sonst nicht durch die Welt komme. Verschiedene Male habe ich von strammen Litauern unumwunden den Fortschritt des Landes infolge der deutschen Kultur anerkennen hören: mes paiki buvom Lietuvininkai ("wir waren früher dumme Litauer") sagte mir mein alter Freund Klaudatis in Tulpeninken an der Scheschuppe. Ich habe den Eindruck gewonnen, dass der von unserem Kultusminister jetzt gewährte Wunsch der Litauer, ihre Muttersprache erhalten und gepflegt zu sehen, nicht einem unruhigen politische Drängen, sondern einer gesunden Entwicklung des Volksbewusstseins entsprungen ist. Leider hat es ja nicht den Anschein, als ob das Litauertum sich wenigstens in Preussen noch lange erhalten wird. Hoffen wir, dass es unter der berechtigten Pflege des Staates noch so lange bestehe, bis Sprachwissenschaft und Kulturgeschichte seine reichen Schätze ganz gehoben haben.“ (G. Hoffman, 1899)
- „Beim Litauischen hatte man es sofort mit der Frage zu tun, welchen der vorhandenen Dialekte man der Arbeit zugrunde legen sollte. Das Preußisch-Litauische und das Russisch-Litauische sind so weit verschieden, daß russische und deutsche Litauer sich nur mit Mühe verständigen können.“ (Sieben-Sprachen-Wörterbuch : Deutsch, Polnisch, Russisch, Weissruthenisch, Litauisch, Lettisch, Jiddisch. 1918)
- „Da sich die Litauer infolge der Pest nur über zweihundert Jahre in Ostpreußen behaupten konnten, sei ihnen auch kein Recht auf den deutschen Boden zuzubilligen. Ihnen käme nur der Status von »Fremdlingen« zu. Ferner versagte Papritz den Mortensens das Recht, trotz der schon erfolgten Vorankündigung auf dem Amsterdamer Geographenkongress von 1938 über die »Siedlungsfragen im nordöstlichen Ostpreußen« zu sprechen. So blieb dem Ausland die Botschaft versagt, daß slawische Minderheiten schon seit dem Mittelalter auf »deutschem Boden« siedelten. Stattdessen mußten die Mortensens jetzt nach Außen vertreten, daß das deutsche Volk weit über die Grenzen seines Nationalstaates hinaus »bodenständig« gewesen sei und ein Recht darauf habe, in einem gesamtdeutschen Staat zusammengefaßt zu werden. Die neue Leitlinie der Memelpolitik sah für die »fremdnationalen« Bevölkerungsgruppen entweder die Ausweisung oder eine Assimilierung vor.“ (Ingo Haar in: Historiker im Nationalsozialismus. Deutsche Geschichtswissenschaft und der „Volkstumskampf“ im Osten. Vandenhoeck & Ruprecht, Göttingen 2000)

## Sekundärliteratur

### Allgemeine Darstellungen
- Alfred Senn: Ostpreußens Vorgeschichte sprachlich beleuchtet. In: The Germanic Review. Band 15(1). Philadelphia 1940. S. 3–19.
- Zigmas Zinkevicius, Aleksijus Luchtanas, Gintautas Cesnys: Woher wir stammen. Der Ursprung des litauischen Volkes. Vilnius 2005 (Litauische Internetversion: melc.lt, Tautos Kilme).
- Adalbert Bezzenberger: Der Werdegang des litauischen Volkes. In: Vierteljahrschrift für Sozial- u. Wirtschaftsgeschichte. Band XIII. Berlin 1916, S. 1–40 (digizeitschriften.de).
- Theodor Lepner: Der Preusche Littauer. Danzig 1744 (books.google.de).
- Gottfried Ostermeyer: Gedanken von den alten Bewohnern des Landes Preussen. Königsberg/Leipzig 1780 (books.google.de).
- Tiez: Die Litthauer in Ostpreußen. In: Das Ausland. Zwölfter Jahrgang. Stuttgart/Tübingen 1839 (books.google.de).
- August Eduard Preuß: Die Litthauer. In: ders: Preußische Landes- und Volkskunde. Königsberg 1835, S. 224–232 (books.google.de).
- August Gotthilf Krause: Litthauen und dessen Bewohner in Hinsicht der Abstammung, der volkstümlichen Verwandtschaft und Sprache. Ein geschichtlicher Versuch, mit Beziehung auf Ruhigs Betrachtung der litthauischen Sprache. Königsberg 1834.
- Ludwig von Baczko: Reise durch einen Theil Preussens Bd. 1. Hamburg/Altona 1800 (books.google.de).
- Rudolph Stadelmann: Die preussischen Könige in ihrer Thätigkeit für die Landescultur. Erster Theil. Friedrich Wilhelm I. Leipzig 1878 (archive.org).
- Otto Glagau: Littauen und die Littauer. Tilsit 1869 (books.google.de).
- Albert Zweck: Litauen. Eine Landes- und Volkskunde. Stuttgart 1898 (archive.org).
- G. Hoffmann: Volkstümliches aus dem preussischen Litauen. In: Mitteilungen der Schlesischen Gesellschaft für Volkskunde. Breslau 1899, Heft 6 Nr. 1, S. 1–10 (archive.org).
- Franz Tetzner: Die Slawen in Deutschland. Beiträge zur Volkskunde der Preußen, Litauer und Letten, der Masuren und Philipponen, der Tschechen, Mähren und Sorben, Polaben und Slowinzen, Kaschuben und Polen. Braunschweig 1902 (archive.org).
- Wilhelm Storost: Litauen in Vergangenheit und Gegenwart. Tilsit 1916 (eia.libis.lt).
- Fritz Terveen: Gesamtstaat und Retablissement. Der Wiederaufbau des nördlichen Ostpreußens unter Friedrich Wilhelm I., 1714–1740. Göttingen 1954.
- Fritz Terveen: Das Retablissement König Friedrich Wilhelms I. in Preußisch-Litauen. In: ZfO. Bd. 1, Nr. 4, 1952, S. 500–515 (zfo-online.de).
- Jochen D. Range: Preußisch-Litauen in kulturhistorischer Sicht. In: Hans Hecker, Silke Spieler: Deutsche, Slawen und Balten, Aspekte des Zusammenlebens im Osten des Deutschen Reiches und in Ostmitteleuropa. Bonn 1989, S. 55–81.
- Arthur Hermann (Hrsg.): Die Grenze als Annäherung, 750 Jahre deutsch-litauische Beziehungen. Köln 1992.
- Algirdas Matulevicius: Deutsch-Litauische Beziehungen in Preußisch-Litauen. In: Arthur Hermann (Hrsg.): Die Grenze als Ort der Annäherung, 750 Jahre deutsch-litauische Beziehungen. Köln 1992.
- Bernhart Jähnig u. a.: Kirche im Dorf. Ihre Bedeutung für die kulturelle Entwicklung der ländlichen Gesellschaft im „Preußenland“ 13.–18. Jahrhundert. Ausstellungskatalog. Berlin 2002.
- Domas Kaunas: Das Kulturhistorische Erbe Kleinlitauens. In: Annaberger Annalen. Nr. 12, 2004 (annaberger-annalen.de).
- Kleinlitauische Stiftung, Verlagsinstitut für Wissenschaft und Enzyklopädien: Kleinlitauische Enzyklopädie, Vilnius 2000–2008. Internetausgabe mit Suchfunktion: Mažosios Lietuvos enciklopedija (mle.lt)
  - Bd. 1: A–Kar, 2000.
  - Bd. 2: Kas–Maz, 2003; Rezension: Klaus Fuchs: Das Memelgebiet in der Darstellung der Kleinlitauischen Enzyklopädie. In: Altpreußische Geschlechterkunde. Bd. 38, Hamburg 2008, S. 401–407.
  - Bd. 3: Mec–Rag, 2006.
  - Bd. 4: Rahn–Žvižežeris, 2008.
- Andreas Kossert: Ostpreußen, Geschichte und Mythos. 2005.
- Zigmas Zinkevicius: Mažosios Lietuvos indėlis į lietuvių kultūrą (Der Einfluß Kleinlitauens auf die litauische Kultur). Vilnius 2008.
- Hermann Pölking: Ostpreussen. Biographie einer Provinz. Berlin 2011 (Auszug: „Die Litauisch und Kurisch sprechen“ online).
- Hermann Pölking: Das Memelland. Wo Deutschland einst zu Ende war. Berlin 2013.
- Werner Paravicini: Die Preußenreisen des europäischen Adels. Teil 1, Thorbecke, Sigmaringen 1989, ISBN 3-7995-7317-8; Teil 2, Thorbecke, Sigmaringen 1995, ISBN 3-7995-7348-8 (= Beihefte der Francia. 17, 1–2; Bd. 1 perspectivia.net, Bd. 2 perspectivia.net).
- Werner Paravicini: Adlig leben im 14. Jahrhundert: Weshalb sie fuhren: Die Preußenreisen des europäischen Adels. Teil 3. Göttingen 2020.
- Geschichte im Fluss. Die Memel. Dossier der Bundeszentrale für politische Bildung, 2012.
- Ingė Lukšaitė, Vilija Gerulaitienė: Prūsijos įdomybės, arba Prūsijos regykla. T. 1 (Matthaeus Praetorius: Deliciae Prussicae, oder Preussische Schaubühne). Vilnius 1999 (epaveldas.lt).
- Ingė Lukšaitė, Vilija Gerulaitienė, Mintautas Čiurinskas: Prūsijos įdomybės, arba Prūsijos regykla. T. 2 (Matthaeus Praetorius: Deliciae Prussicae, oder Preussische Schaubühne). Vilnius 2004 (epaveldas.lt).
- Mokslo ir enciklopedijų leidybos centras / Verlagsinstitut für Wissenschaft und Enzyklopädien: Concise Encyclopaedia of Lithuania Minor. Vilnius 2014.
- Robert Traba (Hrsg.): Selbstbewusstsein und Modernisierung. Sozialkultureller Wandel in Preußisch-Litauen vor und nach dem Ersten Weltkrieg . Osnabrück 2000 (perspectivia.net).
- Adalbert Bezzenberger: Die Kurische Nehrung und ihre Bewohner. In: Forschungen zur deutschen Landes- und Volkskunde 3–4. Stuttgart 1889, S. 166–300 (archive.org).
- Fr. Lindner: Die preussische Wüste einst und jetzt. Bilder von der kurischen Nehrung. Osterwieck 1898 (bbf.dipf.de).
- Handbuch des Grundbesitzes im Deutschen Reiche. I. Das Königreich Preussen, III. Lieferung: Die Provinz Ostpreussen. Nach amtlichen und authentischen Quellen bearbeitet durch P. Ellerholz, H. Lodemann. Berlin 1879 (kpbc.umk.pl).
- Mokslo ir enciklopedijų leidybos centras: Preußisch-Litauen. Ein enzyklopädisches Handbuch. Vilnius 2017.
- Stephanie Zloch, Izabela Lewandowska: Das „Pruzzenland“ als geteilte Erinnerungsregion. Konstruktion und Repräsentation eines europäischen Geschichtsraums in Deutschland, Polen, Litauen und Russland seit 1900. Vandenhoeck & Ruprecht, Göttingen 2014, ISBN 978-3-8471-0266-3.
- Norbert Goßler, Christoph Jahn: Wikinger und Balten an der Memel: Die Ausgrabungen des frühgeschichtlichen Gräberfeldes von Linkuhnen in Ostpreußen 1928–1939. Kiel 2019 (Abstrakt mit Download-Link auf PDF-Datei).

### Siedlungsgeschichte
- Aleksander Pluskowski: The Archaeology of the Prussian Crusade. Abingdon 2013.
- Lotar Weber: Preussen vor 500 Jahren in culturhistorischer, statistischer und militairischer Beziehung nebst Special-Geographie. Danzig 1878 (rcin.org.pl).
- Reinhard Wenskus: Der deutsche Orden und die nichtdeutsche Bevölkerung des Preußenlandes mit besonderer Berücksichtigung der Siedlung. In: Walter Schlesinger (Hrsg.): Die deutsche Ostsiedlung des Mittelalters als Problem der europäischen Geschichte. Sigmaringen 1975, S. 417–438 (mgh-bibliothek.de).
- P. v. Koeppen: Der litauische Volksstamm. Ausbreitung und Stärke desselben in der Mitte des XIX. Jahrhunderts. Akademie der Wissenschaften St. Petersburg. St. Petersburg/Leipzig 1850. Bd. 8, S. 274–291 (books.google.de).
- Adalbert Bezzenberger: Die litauisch-preussische Grenze. In: Altpreußische Monatsschrift. 1882 (forum.istorija.net).
- Alexander Kurschat: Zur Geschichte der Litauer in Ostpreußen. In: Mitteilungen der Litauischen litterarischen Gesellschaft. Heft 18, Heidelberg 1893, S. 497–509.
- Ernst Seraphim: Wohin gehört Preußisch-Litauen? Greve, Berlin ca. 1920.
- Gertrud Heinrich: Beiträge zu den Nationalitäten- und Siedlungsverhältnissen von Pr. Litauen. Berlin 1927 (pbc.gda.pl).
- Hans Mortensen: Die litauische Wanderung. In: Nachr. Gesellsch. d. Wissensch. Göttingen 1927 (istorija.net).
- Paul Karge: Die Litauerfrage in Altpreußen in geschichtlicher Beleuchtung. Königsberg 1925 (epaveldas.lt).
- Otto Barkowski: Die Besiedlung des Hauptamtes Insterburg 1525–1603. Königsberg, 1928/1930.
- Hans Mortensen, Gertrud Mortensen: Die Besiedlung des nordöstlichen Ostpreußens bis zum Beginn des 17. Jahrhunderts.
  - Bd. 1: Die preußisch-deutsche Siedlung am Westrand der Großen Wildnis um 1400. Leipzig, 1937.
  - Bd. 2: Die Wildnis im östlichen Preußen, ihr Zustand um 1400 und ihre frühere Besiedlung. Leipzig 1938.
  - Bd. 3: Unvollendetes Manuskript im Geheimen Staatsarchiv in Berlin-Dahlem (weist die litauische Einwanderung anhand der Quellen in Königsberger Archiven nach); jetzt in Bearbeitung als: Jähnig, Bernhart und Vercamer, Grischa: Hans und Gertrud Mortensen: Die Besiedlung des nordöstlichen Ostpreußen bis zum Beginn des 17. Jahrhunderts. Die Einwanderung der Litauer nach Ostpreußen.
- Manfred Hellmann: Volkstum im deutsch-litauischen Grenzraum. In: Zeitschrift für Volkskunde, Jg. 49 (1940), S. 27–40 (digi-alt.ub.hu-berlin.de).
- Hans Mortensen, Gertrud Mortensen, Reinhard Wenskus, Helmut Jäger (Hrsg.): Historischer Atlas des Preußenlandes, Lf. 5: Die Besiedlung der Großen Wildnis. Wiesbaden 1978.
- Bernhart Jähnig: Deutsche und Balten im historisch-geographischen Werk der Zwischenkriegszeit von Hans und Gertrud Mortensen. In: Michael Garleff (Hrsg.): Zwischen Konfrontation und Kompromiß. Lüneburg 1995, S. 101–131 (books.google.de).
- Bernhart Jähnig: Litauische Einwanderung nach Preußen im 16. Jahrhundert. Ein Bericht zum „dritten Band“ von Hans und Gertrud Mortensen. In: Udo Arnold (Hrsg.): Zur Siedlungs-, Bevölkerungs- und Kirchengeschichte Preußens. Lüneburg 1999.
- Arthur Hermann: Die Besiedlung Preußisch-Litauens im 15.–16. Jahrhundert in der deutschen und litauischen Historiographie. In: Zeitschrift für Ostforschung. 39, 1990, S. 321–341.
- Hans Heinz Diehlmann (Hrsg.): Die Türkensteuer im Herzogtum Preußen 1540. Bd. 2: Memel, Tilsit (Sonderschrift 88/2). Verein für Familienforschung in Ost- und Westpreußen e. V., Hamburg 2007 (flächendeckendes Namensregister der steuerzahlenden Bevölkerung; 331 Seiten und 2 Karten).
- Hans Heinz Diehlmann (Hrsg.): Die Türkensteuer im Herzogtum Preußen 1540. Bd. 3: Ragnit, Insterburg, Saalau, Georgenburg (Sonderschrift 88/3). Verein für Familienforschung in Ost- und Westpreußen e. V., 88/3, Hamburg 2008.
- Grischa Vercamer: Einführung. In: Hans Heinz Diehlmann (Hrsg.): Die Türkensteuer im Herzogtum Preußen 1540. Bd. 3: Ragnit, Insterburg, Saalau, Georgenburg (Sonderschriften des Vereins für Familienforschung in Ost- und Westpreußen e. V., 88/3). Hamburg 2008, S. 7*–31* (academia.edu).
- Grzegorz Bialunski: Bevölkerung und Siedlung im ordensstaatlichen und herzoglichen Preußen im Gebiet der Großen Wildnis bis 1568 (Sonderschrift 109). Verein für Familienforschung in Ost- und Westpreußen e. V., Hamburg 2009.
- Grischa Vercamer: Siedlungs-, Sozial- und Verwaltungsgeschichte der Komturei Königsberg in Preußen (13.–16. Jahrhundert) (=  Einzelschriften der Historischen Kommission für ost- und westpreußische Landesforschung. Bd. 29). Marburg 2010 (digitale Karten im pdf- und pmf-Format; public.beuth-hochschule.de (Memento vom 2. Februar 2014 im Internet Archive)).
- Max Beheim-Schwarzbach: Friedrich Wilhelm’s I. Colonisationswerk in Lithauen, vornehmlich die Salzburger Colonie. Königsberg 1879 (archive.org).
- Lothar Berwein: Ansiedlung von Schweizer Kolonisten im Rahmen der Repeuplierung Ostpreußens (Sonderschrift 103). Verein für Familienforschung in Ost- und Westpreußen e. V., Hamburg 2003.
- Johann Friedrich Goldbeck: Volständige Topographie des Königreichs Preussen. Erster Theil, welcher die Topographie von Ost-Preussen enthält. Kanter, Königsberg 1785, darin: Volständige Topographie vom Littthauischen Cammer-Departement (reader.digitale-sammlungen.de, Digitalisat der Bayerischen Staatsbibliothek).
- Wolfgang Rothe: Zur Siedlungsgeschichte in Preußisch Litthauen. 2016.
  - Band I: Textband
  - Band II: Dokumentenband
- Verbreitungskarte der ostpreußischen Ethnien[32]
- Vincas Vileišis: Tautiniai santykiai Mažojoje Lietuvoje ligi Didžiojo karo: istorijos ir statistikos šviesoje [Nationalitätenverhältnisse in Kleinlitauen bis zum Weltkrieg aus der Sicht der Geschichte und der Statistik]. 2. Auflage. Vilnius 2009.
- Christoph Lindenmeyer: Rebeller, Opfer, Siedler. Die Vertreibung der Salzburger Protestanten. Salzburg 2015.
- Kurt Forstreuter: Die Anfänge der Sprachstatistik in Preußen und ihre Ergebnisse zur Litauerfrage. In: ZfO. 2, 1953, S. 329–35 (zfo-online.de).
- Christian Ferdinand Schulze: Die Auswanderung der evangelisch gesinnten Salzburger mit Bezug auf die Auswanderung der evangelisch gesinnten Zillerthaler. Gotha 1838, Digitalisat
- Domas Kaunas (Hrsg.): Pirmieji Mažosios Lietuvos lietuviai Kanadoje (Die ersten Preußisch Litauer in Canada). Išeivio Jurgio Kavolio 1891–1940 metų dokumentinis paveldas (Dokumentarischer Nachlass des Emigranten Georg Kawohl aus den Jahren 1891–1940). Vilnius 2015.
- Johannes Kuck: Die Siedelungen im westlichen Nadrauen. Leipzig 1909 (ia601309.us.archive.org).
- George Turner: Salzburger, Ostpreußen – Integration und Identitätswahrung. Berlin 2017.
- Wilhelm Sahm: Geschichte der Pest in Ostpreussen. Leipzig 1905 (babel.hathitrust.org).
- Ulrich Wannagat: Stammbaum einer Bauernfamilie aus der altpreußischen Landschaft Schalauen: Wannagat in Klein Schillehlen. Selbstverlag, 2000.
- Stefan Striegler: Raumwahrnehmung und Orientierung im südöstlichen Ostseeraum vom 10. bis 16. Jahrhundert: Von der kognitiven zur physischen Karte. Berlin 2018.
- Bernhard Conrad Ludwig von Gervais: Notizen von Preußen, mit besonderer Rücksicht auf die Provinz Littauen. Ein Beitrag zur näheren Kenntniß der inneren Verfassung, und der Bewohner derselben. In historisch-topographisch-politisch-ökonomischer Hinsicht. Königsberg 1795 (digitale.bibliothek.uni-halle.de).

### Einzeldarstellungen zur Siedlungsgeschichte
- Wolfgang Rothe: Kirchspiel Tollmingkehmen, ein Beitrag zur Siedlungsgeschichte in Preußisch Lithauen. Band III, ISBN 3-9807759-2-5, Hrsg. Prusia, Duisburg 2005.
- Günter Uschtrin (Hrsg.): Wo liegt Coadjuthen? Die Geschichte eines ostpreußischen Kirchspiels im ehemaligen Memelland. Berlin 2011.
- Erwin Spehr: Aus der Geschichte des Kreises Schloßberg (Pillkallen). Genwiki. Portal: Pillkallen/Geschichte (wiki.genealogy.net).
- Horst Kenkel: Grund- und Häuserbuch der Stadt Tilsit: 1552–1944. Köln/Berlin 1973 (babel.hathitrust.org).
- Gitanas Nausėda, Vilija Gerulaitienė (Hrsg.): Chronik der Schule zu Nidden. Vilnius 2013.
- Wulf D. Wagner: Das Rittergut Truntlack 1446–1945: 499 Jahre Geschichte eines ostpreußischen Gutes. Husum 2014.
- Gustav Tobler: Schweizer-Kolonisten in Ostpreussen. In: Anzeiger für Schweizerische Geschichte. Bd. 7 (neue Folge), S. 409–414 (1896 Nr. 6) (e-rara.ch).
- A. Strukat: Schweizer Kolonien in Ostpreußen. In: Zeitschrift für Schweizerische Geschichte. Band XI, Heft 3 (1931), S. 371–377 (e-periodica.ch), doi:10.5169/seals-71317
- Alfred Katschinski: Das Schicksal des Memellandes. Tilsit 1923 (epaveldas.lt).
- Hans Mortensen: Einwanderung und innerer Ausbau in den Anfängen der Besiedlung des Hauptamtes Ragnit. In: Acta Prussica. (1969), S. 67–76.
- Theodor Krüger: Die Salzburger-Einwanderung in Preußen, mit einem Anhange denkwürdiger Aktenstücke und die Geschichte des Salzburger-Hospitals zu Gumbinnen nebst dem Statute desselben. Gumbinnen 1857 (reader.digitale-sammlungen.de).
- E. C. Thiel: Statistisch-topographische Beschreibung der Stadt Tilse. Königsberg 1804 (reader.digitale-sammlungen.de). Digitalisat
- Ernst Thomaschky: Nördliches Ostpreußen und Memelland. Wasserwanderführer. Selbstverlag, 1933. Reprint beim Verlag Gerhard Rautenberg, Leer 1989.
- Siegfried Maire: Beziehungen der in Preussisch-Litauen eingewanderten Schweizer zu ihrer alten Heimat. In: Blätter für bernische Geschichte, Kunst und Altertumskunde. Bd. 8/1912 (e-periodica.ch), doi:10.5169/seals-180291

### Sozialgeschichte
- A. Horn, P. Horn (Hrsg.): Friedrich Tribukeit’s Chronik. Schilderung aus dem Leben der preussisch-littauischen Landbewohner des 18. und 19. Jahrhunderts. Insterburg 1894. Nachdruck in: Altpreußische Geschlechterkunde. (Neue Folge). Bd. 16, 1986, S. 433–468.
- Alina Kuzborska: Das Bild Preußisch-Litauens im 18. Jahrhundert im Werk von K. Donelaitis. Internetausgabe Collasius, 2003 (collasius.org).
- Wilhelm von Brünneck: Zur Geschichte des Grundeigenthums in Ost- und Westpreußen. Berlin 1891 (archive.org).
- Karl Böhme: Gutsherrlich-bäuerliche Verhältnisse in Ostpreussen während der Reformzeit von 1770 bis 1830. Leipzig 1902.
- Felix Gerhardt: Die Landarbeiter in der Provinz Ostpreußen. Lucka 1902 (archive.org).
- Familienkundliche und ortsgeschichtliche Beiträge aus „Nadrauen“. Heimatbeilage des Ostpreußischen Tageblatts erschienen Insterburg 1935 bis 1940. Sonderschrift des Vereins für Familienforschung in Ost- und Westpreußen, Nr. 117. Nachdruck Hamburg 2013.
- Kurt Staszewski, Robert Stein: Was waren unsere Vorfahren? Amts-, Berufs- und Standesbezeichnungen aus Altpreussen. Königsberg 1938 (dlibra.bibliotekaelblaska.pl).
- Martina Elisabeth Mettner: Der Wandel der sozialen Beziehungen zwischen Gutsherren, Instleuten, Bauern und unterbäuerlichen Schichten im Samland nach der „Bauernbefreiung“. Osnabrück 2013 (repositorium.uni-osnabrueck.de).
- Manfred Klein: „… waren die jungen bereits über alle Berge“. Zur Subkultur Jugendlicher im litauischen Dorf. In: Annaberger Annalen Nr. 3/1995, S. 138–159 (annaberger-annalen.de).
- Dietrich Flade: Verwaltungsmaßnahmen und deren Auswirkungen im 18. Jahrhundert auf das Leben der „Unterthanen in Preußisch Litthauen“. In: Annaberger Annalen Nr. 22/2014, S. 153–206 (annaberger-annalen.de).
- Hedwig v. Lölhöffel: Landleben in Ostpreußen. o. O. 1976 (ostpreussen.de).
- August Skalweit: Die ostpreussische Domänenverwaltung unter Friedrich Wilhelm I. und das Retablissment Litauens. Leipzig 1906.
- Algirdas Matulevičius: Mažoji Lietuva XVIII amžiuje: lietuvių tautinė padėtis. Vilnius 1989 (deutsche Zusammenfassung lietuvos.istorija.net).
- Georg Didszun: Ostpreussisches Ahnenerbe. Wie der ostpreussische Bauer einst lebte.  Leer 1956.
- Gustav Aubin: Zur Geschichte des gutsherrlich-bäuerlichen Verhältnisses in Ostpreussen von der Gründung des Ordensstaates bis zur Steinschen Reform. Leipzig 1910 (archive.org).
- Katrin Möller-Funck: Die Krise in der Krise. Existenzielle Bedrohung und gesellschaftliche Rezession im Königreich Preußen zu Beginn des 18. Jahrhunderts. Dissertation, Universität Rostock, 2015. (rosdok.uni-rostock.de, PDF).

### Verwaltungsgeschichte
- August Skalweit: Die ostpreussische Domänenverwaltung unter Friedrich Wilhelm I. und das Retablissement Litauens. Leipzig 1906 (sammlungen.ulb.uni-muenster.de).
- Rasa Seibutyte: Die Bildung der Provinz Litauen im 18. Jahrhundert. In: Litauisches Kulturinstitut Jahrestagung 2007. Lampertheim 2007, S. 23–46 (epaveldas.lt).
- Rolf Engels: Die preussische Verwaltung von Kammer und Regierung Gumbinnen (1724–1870). Köln/Berlin 1974.
- Dieter Stüttgen: Die preussische Verwaltung des Regierungsbezirks Gumbinnen 1871–1920. Köln 1980.
- Regierungsbezirk Gumbinnen. In: Territoriale Veränderungen in Deutschland und deutsch verwalteten Gebieten 1874–1945 (territorial.de).
- Kurt Dieckert: Regierungshauptstadt Gumbinnen und ihr Regierungsbezirk (kreis-gumbinnen.de).

### Institutionen
- Volksschulwesen im Regierungs-Bezirke von Gumbinnen, hauptsächlich in Beziehung auf die vermehrte Zahl der schulfähigen Kinder und auf das Verhältniß der Einwohner deutscher, lithauischer und polnischer Zunge. Jahrbücher des preußischen Volks-Schul-Wesens – 3.1826 (goobiweb.bbf.dipf.de).
- Adolf Keil: Das Volksschulwesen in Preußen und Litthauen unter Friedrich Wilhelm I. In: Altpreussische Monatsschrift. Band 23, 1886, S. 98–137, 185–244 (mgh-bibliothek.de, PDF).
- Arthur Hermann: Litauischsprachiger Unterricht in Ostpreußen und seine Darstellung in der deutschen und litauischen Historiographie. In: Nordost-Archiv. Band I, H. 2, 1992, S. 375–393 (ikgn.de; PDF; 1,1 MB).
- Christiane Schiller: Die Litauischen Seminare in Königsberg und Halle. Eine Bilanz. In: Nordost-Archiv. Band III, H. 2, 1994, S. 375 (ikgn.de).
- Danuta Bogdan: Das Polnische und das Litauische Seminar an der Königsberger Universität vom 18. bis zur Mitte des 19. Jahrhunderts. In: Nordost-Archiv. Band III, H. 2, 1994, S. 393 (ikgn.de).
- Albertas Juška: Mažosios Lietuvos mokykla (Die Schule Kleinlitauens). Klaipėda 2003.
- Johannes Brehm: Entwickelung der evangelischen Volksschule in Masuren im Rahmen der Gesamtentwicklung der preussischen Volksschule von der Reformation bis zur Regierungszeit Friedrich Wilhelms I. Königsberg 1913 (archive.org).
- Marianne Krüger-Potratz, Dirk Jasper, Ferdinand Knabe: „Fremdsprachige Volksteile“ und deutsche Schule: Schulpolitik für die Kinder der autochthonen Minderheiten in der Weimarer Republik – ein Quellen- und Arbeitsbuch. 1988.
- Leszek Belzyt: Sprachliche Minderheiten im preußischen Staat 1815–1914. Die preußische Sprachenstatistik in Bearbeitung und Kommentar. Marburg 1998 (download.digitale-sammlungen.de).

### Materielle Kultur
- Adalbert Bezzenberger: Über das litauische Haus. In: Altpreussische Monatsschrift. Band 23, 1886, S. 34–79 (mgh-bibliothek.de, PDF).
- Richard Jepsen Dethlefsen: Bauernhäuser und Holzkirchen in Ostpreußen. Berlin 1911 (kpbc.umk.pl).
- Adolf Boetticher: Die Bau- und Kunstdenkmäler der Provinz Ostpreußen, Heft V Litauen. Königsberg 1895 (archive.org).
- Georg Froelich: Beiträge zur Volkskunde des preussischen Litauens. Insterburg 1902 (digital.ub.uni-duesseldorf.de).
- Martynas Purvinas: Mažosios Lietuvos tradicinė kaimo architektūra („Traditionelle Dorfarchitektur in Kleinlitauen“). Vilnius 2008 (lrs.lt, PDF).
- Christian Papendick: Der Norden Ostpreussens: Land zwischen Zerfall und Hoffnung. Eine Bilddokumentation 1992–2007. Husum 2009.
- Albert Kretschmer: Historische Volkstrachten in Litauen um 1870. In: Volkstrachten. Leipzig 1887 (altevolkstrachten.de).

### Wirtschaft
- Friedrich Mager: Der Wald in Altpreußen als Wirtschaftsraum. Köln 1960.
- Hans Bloech: Ostpreußens Landwirtschaft. o. O. 1988. Teil 1 (ostpreussen.de, PDF). Teil 2 (ostpreussen.de, PDF). Teil 3 (ostpreussen.de, PDF).
- Gerhard Willoweit: Die Wirtschaftsgeschichte des Memelgebiets. Marburg 1969. Bd. 1 (nbn-resolving.de). Bd. 2 (nbn-resolving.de).
- Julius Žukas: Wirtschaftsentwicklung des Memelgebiets von der zweiten Hälfte des 19. Jh. bis zur ersten Hälfte des 20. Jh. (1871–1939). Diss., Universität Klaipėda 2010 (briai.ku.lt).
- Kulturzentrum Ostpreußen in Ellingen (Hrsg.): Trakehnen ein Pferdeparadies. Die Geschichte des Hauptgestüts Trakehnen und der Pferdezucht in Ostpreußen. Ellingen 2008 (trakehnerstammhengste20jhr.de).
- Rothe, Keding, Mildenberger, Salewski: Zur kleinbäuerlichen Struktur in Preußisch Litauen (Reg.-Bez. Gumbinnen) Dargestellt am Beispiel Buttgereit-Serguhnen und Lessing-Ballupönen (Wittigshöfen bei Tollmingkehmen). 2017.
- Klaus J. Bade: Land oder Arbeit? Transnationale und interne Migration im deutschen Nordosten vor dem Ersten Weltkrieg. Erlangen-Nürnberg 1979 (imis.uni-osnabrueck.de).

### Identität
- Brolis: Weckruf an Preussens gebildete Litauer. Tilsit 1911 (epaveldas.lt).
- Max Niedermann: Russische und Preussische Litauer. 1918 (forum.istorija.net).
- Wilhelm Storost-Vydunas: Siebenhundert Jahre deutsch-litauischer Beziehungen. Tilsit 1932 (Das Volkstum der Bewohner unserer Heimat).
- Walther Hubatsch: Masuren und Preußisch-Litthauen in der Nationalitätenpolitik Preußens 1870–1920. Marburg 1966.
- Joachim Tauber: Der unbekannte Dritte: Die Kleinlitauer im Memelgebiet 1918–1939. In: Hans-Jürgen Bömelburg, Beate Eschment (Hrsg.): Der Fremde im Dorf. Lüneburg 1998, S. 85–104.
- Georg Gerullis (Rektor der Universität Königsberg): Zur preußisch-litauischen Identität (ostdeutsches-forum.net).
- Christiane Schiller: Bilinguismus. Zur Darstellung eines soziolinguistischen Phänomens in der Literatur. Dargestellt an Beispielen der regionalen Literatur Preußisch-Litauens. Hermann Sudermann „Litauische Geschichten“ Ieva Simonaitite „Vilius Karalius“. Frankfurt 2000.
- Vygantas Vareikis: Memellander/Klaipėdiškiai Identity and German-Lithuanian Relations in Lithuania Minor in the Nineteenth and Twentieth Centuries. In: Sociologija. Mintis ir veiksmas. 2001, Nr. 1–2 (6), S. 54–65 (ku.lt/wp-content, PDF).
- Christina Nikolajew: Zum Zusammenhang zwischen nationaler Identitätsbildung und Katholischer Kirche in Litauen. Tübingen 2005 (publikationen.uni-tuebingen.de).
- Regina Hartmann: Deutschsprachige Litauer und Kuren? Preußisch-Litauen am Ende des 19. Jahrhunderts in Erzählungen und Reiseberichten. In: Konrad Maier (Hrsg.): Nation und Sprache in Nordosteuropa im 19. Jahrhundert. Wiesbaden 2012, S. 149–164.
- Vasilijus Safronovas, Nijolė Strakauskaitė, Lina Motuzienė (Hrsg.): Die vieldeutigen Identitäten in den Zwischenräumen: Der Fall Ostpreußen im 19./20. Jahrhundert. Acta Historica Universitatis Klaipedensis, t. XXIII. Klaipėda 2011 (briai.ku.lt).
- Silva Pocytė: Deutsch-litauische Beziehungen bei I. Simonaitytė. In: Annaberger Annalen. Nr. 6 1998, S. 117–128 (annaberger-annalen.de, PDF; 110 kB).
- Vilius Karalius (Fernsehverfilmung des gleichnamigen Romans von Ieva Simonaitytė, 1988, Regie: Vidmantas Bačiulis) (Teil 1) (Teil 2) (Teil 3).
- Eberhard Demm: Drei königstreue Litauer beim 25. Regierungsjubiläum Wilhelms II. In: Annaberger Annalen. Nr. 18 2010, S. 97–107 (annaberger-annalen.de; PDF; 94 kB).
- Girenas, Georg Sauerwein: Kaiser Friedrich und die Littauer. Tilsit 1890 (epaveldas.lt).
- Christian Pletzing: Die Konstruktion deutscher Identität in Preussisch-Litauen 1848–1871. In: Acta Historica Universitatis Klaipedensis. Bd. 23 2011, S. 128–135 (briai.ku.lt).
- Aleksander Brückner: Die litauische Frage. In: ders: Die Slawen und der Weltkrieg. Lose Skizzen. Tübingen 1916, S. 118–149 (reader.digitale-sammlungen.de).
- Algirdas Matulevičius: Zur nationalen Identität der Preussisch-Litauer. In: Annaberger Annalen. Nr. 9 2001 (annaberger-annalen.de).
- Vasilijus Safronovas: Kampf um Identität. Die ideologische Auseinandersetzung in Memel/Klaipeda im 20. Jahrhundert. Wiesbaden 2015.
- Walter T. Rix: „Walter, nicht Valteris, ich bin Deutscher“. JF 34/16 (jungefreiheit.de).
- Andreas F. Kelletat: Die Konstruktion einer Region. Johannes Bobrowskis „Sarmatien“ (1998). o. O. (academia.edu).
- Vasilijus Safronovas: Konstruktion nationaler Räume in einer plurikulturellen Region. Der Fall Preußisch-Litauen. In: Annaberger Annalen. Nr. 24 2016, S. 8–17 (annaberger-annalen.de).

### Volkskultur
- Adalbert Bezzenberger: Litauische Forschungen. Beiträge zur Kenntnis der Sprache und des Volkstumes der Litauer. Göttingen 1882 (epaveldas.lt).
- Carl Cappeller: Kaip senëji lëtuvininkai gyveno. Heidelberg 1904 (epaveldas.lt). Dt. Übersetzung: Carl Cappeller, Jons Adomat, Heinrich Gelzer: Leben und Gebräuche der alten Preussischen Litauer. Aufzeichnungen aus dem Kreise Stallupönen. 1925 (mitglieder.ostpreussen.de).
- Pranas Meskauskas: Volksbräuche im litauischen Familienleben. Niederkunft, Taufe, Hochzeit und Begräbnis der preußischen Litauer. Tilsit 1936.
- Wilhelm Storost-Vydunas: Die Lebenswelt im Preussischen Litauen ums Jahr 1770 nach den Dichtungen des Pfarrers Christian Donelaitis mit ihrer voelkischen Bedeutung. Kassel 1947 (vydunodraugija.lt; PDF; 4,6 MB).
- Isidorus Brennsohn: Zur Anthropologie der Litauer. Dorpat 1883 (ia600202.us.archive.org).

### Religion
- Ingė Lukšaitė (Autor), Lilija Künstling (Übersetzer): Die Reformation im Großfürstentum Litauen und in Preußisch-Litauen (1520er Jahre bis zum Beginn des 17. Jahrhunderts). Leipzig 2017.
- Eberhard Gresch: Evangelisch-Reformierte in (Ost-)Preußen. Überarbeitete und erweiterte Fassung des Aufsatzes Im Blickpunkt der Geschichte der Reformation: Evangelisch-Reformierte in(Ost-)Preußen. Rundbrief der Gemeinschaft evangelischer Ostpreußen e. V., Nr. 1/2011, S. 1–32 (reformiert-info.de).
- Die Kirche in Kleinlitauen. (mazoji-lietuva.lt (Memento vom 24. Dezember 2013 im Internet Archive)).
- Wilhelm Gaigalat: Die evangelische Gemeinschaftsbewegung unter den preußischen Litauern: Geschichtliches und Gegenwärtiges. Königsberg 1904 (kpbc.umk.pl).

### Philologie
- TITUS Thesaurus Indogermanischer Text- und Sprachmaterialien: Indogermanische Sprachen und ihre Bezeugungstiefe. Frankfurt a/M 1999 (titus.uni-frankfurt.de).
- Didžioji Lietuva. Lietuvių kalbos istorija. (Groß-Litauen. Geschichte der litauischen Sprache). Teil 1 (Film auf YouTube). Teil 2 (Film auf YouTube). Teil 3 (Film auf YouTube). Teil 4 (Film auf YouTube).
- Pietro Dini: Foundations of Baltic Languages. Vilnius 2014 (esparama.lt).
- Sprachdatenbank Litauisch (forost.lmu.de).
- Arūnė Arbušauskaitė: Die Geburt der weltlichen litauischen Literatur: Die Fabeln Aesopi von Johann Schulz, 1706. In: Annaberger Annalen. Nr. 5, 1997, S. 188–192 (annaberger-annalen.de).
- Philipp Ruhig: Betrachtung der Littauischen Sprache, in ihrem Ursprunge, Wesen und Eigenschaften. Königsberg 1745 (books.google.co.uk).
- Mitteilungen der Litauischen literarischen Gesellschaft (so Heft 1–4 und Heft 27/28 ff.; Heft 5 bis Heft 26 mit der Schreibweise Mitteilungen der Litauischen litterarischen Gesellschaft). Heidelberg 1880–1912 (dlibra.bibliotekaelblaska.pl).
- Alexander Alexandrow: Sprachliches aus dem Nationaldichter Litauens Donalitius. I. Zur Semasiologie. Dorpat 1886 (dspace.utlib.ee).
- Paul Schultze: Der Ausklang der litauischen Sprache im Kirchspiel Pillupönen, Kreis Stallupönen. Halle (Saale) 1932.
- Vincentas Drotvinas: Die Anfänge der litauischen Philologie an der Königsberger Universität (16.–18. Jahrhundert). In: Garber, Komorowski, Walter (Hrsg.): Kulturgeschichte Ostpreußens in der Frühen Neuzeit. Tübingen 2001, S. 405–420.
- Gertrud Bense: Schrifttum und Volkssprache. Zur Situation der Philologie Preußisch-Litauens im 18./19. Jahrhundert. In: Bense, Kozianka, Meinhold (Hrsg.): Deutsch-Litauische Kulturbeziehungen. Jena 1995, S. 99–108.
- Thorwald Poschenrieder: Deutsch- und baltischsprachige Preußen des Memellandes. In: Bense, Kozianka, Meinhold (Hrsg.): Deutsch-Litauische Kulturbeziehungen. Jena 1995, S. 109–150 (enthält Siedlungskarten und Sprachkarten der litauischen Mundarten Ostpreußens) (tausendschoen-verlag.de).
- Alexander Doritsch: Beiträge zur litauischen Dialektologie. Tilsit 1911 (archive.org).
- Christiane Schiller: Das Preußisch-Litauische vor und nach dem ersten Weltkrieg. In: Robert Traba (Hrsg.): Selbstbewußtsein und Modernisierung. Osnabrück 2000, S. 173–185.
- Manfred Klein: Wann „schämt“ man sich seiner Muttersprache? Aspekte der Sprachwahl bei Preußisch-Litauern. In: Jochen D. Range (Hrsg.): Baltisch-deutsche Sprachen- und Kulturkontakte in Nord-Ostpreußen. Essen 2002, S. 67–80.
- Jochen D. Range: Baltisch-deutsche Sprachenkontakte in Nord-Ostpreußen und ihre Folgen. In: ders. (Hrsg.): Baltisch-deutsche Sprachen- und Kulturkontakte in Nord-Ostpreußen. Essen 2002, S. 9–16.
- Gerhard Bauer: Lituanismen im Ostpreußischen, Sprache und Alltag in Nord-Ostpreußen. In: Annaberger Annalen. Nr. 11, 2003 (online (Memento vom 3. Mai 2005 im Internet Archive)).
- Zigmas Zinkevicius: History of the Lithuanian Language. Vilnius 1998.
- William Schmalstieg: From Donelaitis to Jablonskis. In: Lituanus. Volume 28, No. 1 – Spring 1982 (lituanus.org)
- Helmut Schaller: Geschichte der Slawischen und Baltischen Philologie an der Universität Königsberg. Frankfurt 2008.
- Ilja Lemeškin, Rainer Eckert, Algirdas Sabaliauskas, Jolanta Zabarskaitė (Red.): Das lituanistische Erbe August Schleichers. B. I. Zusammengestellt von Ilja Lemeškin, Jolanta Zabarskaitė, Vilnius 2008.
- Eduard Hermann: Die litauische Gemeinsprache als Problem der allgemeinen Sprachwissenschaft. In: Akademie der Wissenschaft. Nachrichten. Philologisch-Historische Klasse. Göttingen 1929. Heft 1, S. 65–125.
- Manfred Klein: „Laß uns mal deutsch kalbeken, Margellchen!“ Wirkungen des Sprachkontaktes in Preußisch-Litauen. In: Hans Henning Hahn, Peter Kunze (Hrsg.): Nationale Minderheiten und staatliche Minderheitenpolitik in Deutschland im 19. Jahrhundert. Berlin 1999, S. 195–203 (books.google.de).
- Zigmas Zinkevicius: Zum Einfluß des Deutschen auf das Ostpreußisch-Litauische des 20. Jahrhunderts. In: Ulrich Obst (Hrsg.): Balten – Slaven – Deutsche. Aspekte und Perspektiven kultureller Kontakte. Festschrift für Friedrich Scholz zum 70. Geburtstag. Münster 1999, S. 383–389.
- Antanas Salys: Die žemaitischen Mundarten. Teil 1. Geschichte des žemaitischen Sprachgebiets. Kaunas 1930 (kpbc.ukw.edu.pl).
- Otto Natau: Mundart und Siedelung im nordöstlichen Ostpreussen. Königsberg 1937. (dlibra.bibliotekaelblaska.pl).
- Aleksander Brückner: Die slavischen Fremdwörter im Litauischen. Weimar 1877 (archive.org).
- Gottfried Ostermeyer: Bedenken über einen Entwurf zu einem neuen littauischen Gesangbuch, nebst vorangesetztem Bericht von der Veranlassung dazu. Königsberg 1786 (books.google.de).
- Adalbert Bezzenberger: Ueber die Sprache der preußischen Letten. In: Magazin, herausgegeben von der lettisch-literärischen Gesellschaft. Achtzehnter Band. Mitau 1887, S. 1–165 (dspace.ut.ee).
- Philip Kraut: Jacob Grimm und die litauische Sprache – I. Studien und Korrespondenzen. In: Archivum Lithuanicum 17 (2015), S. 133–166 (subacius.people.uic.edu). II. Etymologische Forschung im Deutschen Wörterbuch. In: Archivum Lithuanicum 18 (2016), S. 89–134 (talpykla.istorija.lt).
- Silva Pocyte: Die Litauische literarische Gesellschaft – die Festhalterin des Erbes einer „Sterbenden Nation“ 1879–1923. In: Latvijas vēstures institūta žurnāls, 2016, Nr. 1 (98), S. 28–65 (lvi.lu.lv).
- Giedrius Subačius: The Lithuanian Language: Traditions and Trends. Vilnius 2005 (subacius.people.uic.edu).
- Georg Gerullis: Muttersprache und Zweisprachigkeit in einem preussisch-litauischen Dorf. In: Studi baltici 2, S. 55–67. Firenze 1932 (online).
- Jürg Fleischer, Alfred Lamel, Christiane Schiller, Luka Szucsich (Hgg.): Minderheitensprachen und Sprachminderheiten. Deutsch und seine Kontaktsprachen in der Dokumentation der Wenker-Materialien.  Hildesheim / Zürich / New York 2020.

### Preußisch-litauische Zeitungen
- Keleiwis. Königsberg 1849–1880. Verantwortlicher Redakteur Friedrich Kurschat, Verlag und Druck Emil Rautenberg (epaveldas.lt).
- Lietuwiszka ceitunga. Klaipeda 1877–1940. Verantwortlicher Redakteur Martin Szernus (epaveldas.lt).
- Tilžės keleiwis. Tilsit 1883–1924. Verantwortlicher Redakteur Johann Ferdinand Kelch (epaveldas.lt).
- Nauja lietuwiszka ceitunga. 1890–1923 (epaveldas.lt).
- Memeler Dampfboot (klavb.lt).
- Indrė Brokartaitė-Pladienė: Wege der deutschen Entlehnungen in die ostpreußische Zeitung Naujasis Tilžės keleivis (1924–1940). In: Acta Linguistica Lithuanica. LIV (2006), S. 27–47 (online).

### Wörterbücher
- Jolanta Gelumbeckaitė: Lietuvių kalbos ortografijos reformos (Mažoji ir Didžioji Lietuva) / Reformen der litauischen Orthographie (Klein- und Großlitauen). Frankfurt 2009 (titus.uni-frankfurt.de).
- Lexicon Lithuanicum (handgeschrieben, nach Wasserzeichenanalyse zwischen 1632 und 1658, erstes Wörterbuch der späteren litauischen Standardsprache (südwestliches Aukschtaitisch); elibrary.mab.lt).
- V. Drotvinas:  Das Lexicon Lithuanicum. In: Ζ. Slaw. 34 (1989) 2, S. 213–216 (degruyter.com).
- Friedrich Wilhelm Haack: Vocabularium Litthuanico-Germanicum et Germanico-Litthuanicum. Halle 1730 (archive.org).
- Philipp Ruhig: Littauisch-deutsches und Deutsch-littauisches Wörterbuch. Königsberg 1747 (Digitalisat).
- Philipp Ruhig: Littauisch-deutsches und Deutsch-littauisches Wörterbuch. Königsberg 1800 (Verfasser Christian Mielcke, mit einem Nachwort von Immanuel Kant) (Digitalisat).
- Georg Nesselmann: Wörterbuch der littauischen Sprache. Königsberg 1851 (archive.org).
- Friedrich Kurschat: Wörterbuch der Littauischen Sprache. Erster Theil: Deutsch-Littauisches Wörterbuch. Halle 1870 (ca, erschließt das Preußisch-Litauische vom Deutschen her, deskriptiv und am tatsächlichen Sprachgebrauch ausgerichtet, viele Erläuterungen; epaveldas.lt).
- Friedrich Kurschat: Wörterbuch der Littauischen Sprache. Zweiter Theil: Deutsch-Littauisches-Deutsches Wörterbuch. Halle 1883 (archive.org).
- Harold Bender: A Lithuanian Etymological Index. Princeton 1921 (archive.org).
- Christiane Schiller: Zur Geschichte der preußisch-litauischen Lexikographie. Die handschriftliche Lexikographie bis 1744. Habilitationsschrift, Berlin 2010.
- Altlitauisches etymologisches Wörterbuch. Webversion (ALEW) (alew.hu-berlin.de).
- Alexander Kurschat: Litauisch-deutsches Wörterbuch. Thesaurus linguae lituanicae. 4 Bd. Göttingen 1968 ff. (muenchener-digitalisierungszentrum.de).
- H. Frischbier: Ost- und Westpreussische Provinzialismen in alphabetischer Folge. Erster und Zweiter Band. Berlin 1882, 1883 (dlibra.bg.uwm.edu.pl).

### Grammatiken und Lehrmittel
- Daniel Klein: Compendium Lituanico-Germanicum, Oder Kurtze und gantz deutliche Anführung zur Littauischen Sprache. Königsberg 1654 (gluosnis.vu.lt, Digitalisat).
- Christian Mielcke: Anfangsgründe einer littauischen Sprachlehre. Königsberg 1800 (Google Books).
- Friedrich Kurschat: Beiträge zur Kunde der littauischen Sprache. Erstes Heft: Deutsch-littauische Phraseologie der Präpositionen. Königsberg 1843, Zweites Heft: Laut- und Tonlehre der littauischen Sprache. Königsberg 1849 (Google Books).
- August Schleicher: Handbuch der litauischen Sprache. 2 Bde., 1856/57 (books.google.com).
- Friedrich Kurschat: Grammatik der Littauischen Sprache. Halle 1876 (archive.org, Digitalisat).
- Oskar Wiedemann: Handbuch der litauischen Sprache. Strassburg 1897 (archive.org, Digitalisat).
- Christoph Jurkschat: Kurze deutsche Grammatik oder Sprachlehre für preußische und russische Littauer, sowie Szameiten zum rechten Erlernen der deutschen Sprache. Tilsit 1900 (epaveldas.lt, Digitalisat).
- J.Schiekopp, Alexander Kurschat: Litauische Elementar-Grammatik. Tilsit 1901. Teil I: Formenlehre (epaveldas.lt). Teil II: Syntax (epaveldas.lt, Digitalisat; Digitalisat).
- August Leskien: Litauisches Lesebuch mit Grammatik und Wörterbuch. Heidelberg 1919 (archive.org, Digitalisat).
- Ernst Schwentner: Die Wortfolge im Litauischen. Heidelberg 1922 (archive.org).
- Friedrich Becker: Der kleine Littauer. Das Wichtigste aus der Sprachlehre, mehrere alphabetisch geordnete Wortregister und 200 Sprichworte. Zum Anfangsgebrauch bei Erlernung der littauischen Umgangssprache für verschiedene Geschäftsverhältnisse. Tilsit 1866 (epaveldas.lt).
- Jonas Pipirs: Lithauische Sprachlehre mit Berücksichtigung des Selbstunterrichts. Erster Theil. Memel 1899 (epaveldas.lt).
- Vydunas (Wilhelm Storost): Vadovas Lietuviû kalbai pramokti. Litauischer Führer zur Erlernung der Anfangsgründe der litauischen Sprache. Tilze (Tilsit) 1912 (epaveldas.lt).
- Alexander Kurschat: Litauisches Lesebuch. I. Teil. Tilsit 1911 (digital.bib-bvb.de, Digitalisat). 2. Teil. Tilsit 1912 (Digitalisat). 3. Teil Wörterverzeichnis. Tilsit 1913 (digital.bib-bvb.de, Digitalisat).
- Rudolph Jacoby: Litauische Chrestomathie zum Schulgebrauch. Leipzig 1880 (elibrary.mab.lt).
- August Seidel: Grammatik der litauischen Sprache: mit Wörterverzichnissen und Lesestücken. Wien/Leipzig 1915 (epaveldas.lt).
- Jolanta Gelumbeckaitė: Entwicklung des litauischen Alphabets. Von der Grammatica Litvanica (1653) von Daniel Klein bis zur Staatlichen Kommission für litauische Sprache (titus.uni-frankfurt.de).
- Wilhelm Steputat: Litauischer Sprachführer. Lituania, Tilsit 1915 (epaveldas.lt).

### Preußisch-litauische Familiennamen
- Reinhold Trautmann: Die altpreußischen Personennamen, Göttingen 1974 (2. Auflage).
- Hoffheinz: Über die Namen der Litauer. In: Mitteilungen der Litauischen litterarischen Gesellschaft. Heft 6, Heidelberg 1883, S. 353–358.
- Wilius Kalwaitis: Litauischer Namenschatz von Dörfern, Flüssen, Lebewesen, Pflanzen, Metallen; der Mensch und Wörtersammlung. Tilsit 1910 (epaveldas.lt).
- Reinhard Wenskus: Namengebung und Namenwechsel im nordöstlichen Ostpreußen in der frühen Neuzeit. In: Altpreußische Geschlechterkunde. Neue Folge, Bd. 20, Hamburg 1990, S. 27–142.
- Horst Kenkel: Amtsbauern und Kölmer im nördlichen Ostpreußen um 1736. Hamburg 1972 (Namenslisten der bäuerlichen Bevölkerung getrennt nach ethnischer Herkunft: Deutsche, Litauer, Salzburger).
- Horst Kenkel: Familiennamen im nördlichen Ostpreußen. Herkunft, Wandel und Wechsel. In: Altpreußische Geschlechterkunde. Neue Folge, Heft 4/6, Hamburg 1971, S. 317–323.
- Ortsfamilienbuch Memelland
- Vitalija Maciejauskienė: Lietuvių pavardžių susidarymas (=  Die Entstehung der Litauischen Familiennamen. 13.–18. Jahrhundert). Vilnius 1991.
- Christiane Schiller: Familiennamen preußisch-litauischer Provenienz in der Bundesrepublik. In: Zunamen. 3, Hamburg 2008.
- Zigmas Zinkevicius: Lietuvių Asmenvardžiai. Vilnius 2008.
- GenWiki Memelland
- Christiane Schiller: Berufsnamen im Preußisch-Litauischen. In: Acta linguistica lituanica LXVI. (2012), S. 48–63 (etalpykla.lituanistikadb.lt)
- Christiane Schiller: Die Familiennamen litauischer Herkunft im Digitalen Familiennamenwörterbuch Deutschlands (DFD). In: Annaberger Annalen Nr. 27, 2019, S. 208–224 (annaberger-annalen.de).
- Antje Dammel: Familiennamen aus dem Lettischen und Litauischen in Deutschland. In: Karlheinz Hengst, Dietlind Krüger (Hrsg.): Familiennamen im Deutschen. Erforschung und Nachschlagewerke, Bd. 2: Familiennamen aus fremden Sprachen im deutschen Sprachraum. Leipziger Universitätsverlag, Leipzig 2011, ISBN 978-3-86583-500-0, S. 131–157 (Digitalisat).

### Preußisch-Litauische Ortsnamen
- Gerhard Bauer: Ostpreußische Ortsnamen in Sprichwörtern und Redensarten. In: Annaberger Annalen Nr. 14, 2006, S. 189–264 (annaberger-annalen.de).
- Grasilda Blažienė (Bearb.): Baltische Ortsnamen in Ostpreußen. Herausgegeben von der Kommission für Vergleichende Sprachwissenschaft der Akademie der Wissenschaften und der Literatur, Mainz. Steiner, Stuttgart 2005, ISBN 3-515-08845-8.
- Ferdinand Hoppe: Ortsnamen der Provinz Preussen 1 (und ff.). In: Altpreussische Monatsschrift 12 (und ff.). Königsberg 1875 (PDF).
- Ferdinand Hoppe: Ortsnamen des Regierungsbezirks Gumbinnen. Gumbinnen 1877 (dlibra.bibliotekaelblaska.pl).
- Herbert Liedtke: Die Landschaften Ostpreußens. Namen und Abgrenzungen naturgeographischer und historischer Landschaften in Ostpreußen und angrenzenden Gebieten. Leipzig 2011.
- Vilius Peteraitis: Die Ortsnamen von Kleinlitauen und Twangsta, ihre Herkunft und Bedeutung. Vilnius 1997 (lietuvos.istorija.net).
- Rozalia Przybytek: Ortsnamen baltischer Herkunft im südlichen Teil Ostpreußens (= Hydronymia Europaea, Sonderband 1). Steiner, Stuttgart 1993, ISBN 3-515-06449-4.
- Ortsnamen Kleinlitauens (online (Memento vom 27. März 2014 im Internet Archive)).
- Karaliaučiaus srities vietovardžiai – Ortsnamen des Königsberger Gebiets: litauisch, deutsch, russisch (townames.cartodb.com).
- Ortsnamenlisten für Ostpreußen und Nachbargebiete (web.archive.org).
- Interaktyvus Rytų Prūsijos žemėlapis. Vietovardžiai – Interaktive Karte Ostpreußens. Ortsnamen (online).

### Sammlungen volkstümlicher Dichtung
- Gottfried Ostermeyer: Erste Littauische Liedergeschichte. Königsberg 1793 (books.googleusercontent.com).
- Ludwig Rhesa: Prutena oder preussische Volkslieder. Königsberg 1809 (archive.org).
- Ludwig Rhesa: Ueber litthauische Volkspoesie. In: Beiträge zur Kunde Preußens. Erster Band. Königsberg 1818, S. 507–524 (books.google.de).
- Adalbert Bezzenberger: Litauische Forschungen. Beiträge zur Kenntnis der Sprache und des Volkstumes der Litauer. Göttingen 1882. (epaveldas.lt).
- August Leskien, Karl Brugmann: Litauische Volkslieder und Märchen aus dem preussischen und russischen Litauen. Strassburg 1882 (archive.org).
- F. und. H. Tetzner: Dainos: litauische Volksgesänge. Leipzig 1897 (epaveldas.lt).
- Christian Bartsch: Dainu Balsai, Melodien litauischer Volkslieder. Heidelberg 1886 (archive.org).
- Louis Nast: Die Volkslieder der Litauer. Tilsit 1893 (digital.ub.uni-duesseldorf.de).
- Christoph Jurkschat: Litauische Märchen und Erzählungen, 1. Teil: 62 Märchen und Erzählungen im Galbraster Dialekt. Heidelberg 1898.
- August Schleicher: Litauische Märchen, Sprichworte, Rätsel und Lieder. Weimar 1857 (deutsche Übersetzung von Schleichers Lesebuch).

### Religiöses Schrifttum
- Der kleine Catechismus … deutsch und litthauisch. Aufs neue in Tilsit 1722 übersehen. Königsberg 1722 (kpbc.umk.pl).
- Ludwig Rhesa: Geschichte der Litthauischen Bibel ein Beytrag zur Religionsgeschichte der Nordischen Völker. Königsberg 1816 (digital.bib-bvb.de).

### Germanisierungspolitik
- Über die Einwirkung auf das Erlöschen der Nebensprachen in unserem Vaterlande. In: Preußische Provinzialblätter. 1830, S. 340–355.
- Gustav Gisevius: Die polnische Sprachfrage in Preußen. Leipzig 1845 (books.google.de).
- Girenas, Georg Sauerwein: Die littauische Frage. Tilsit 1888. (epaveldas.lt).
- Girenas, Georg Sauerwein: Immanuel Kant und Ludwig Windthorft in Bezug auf angemessene Behandlung und angemessenen Unterricht eines fremdsprachigen Volks und die schulleitige Bekämpfung des Socialismus. Christiana 1891 (epaveldas.lt).
- Franz Tetzner: Zur Besiedlung und Germanisierung Deutsch-Litauens. In: Geographische Zeitschrift. 1. Jahrg., 1895, S. 679 ff. (archive.org).
- Gerhard Lepa: Die Stämme der Prußen. Nadrauen, Schalauen und Sudauen (das sogenannte Preußisch-Litauen). Der Niedergang ihrer Sprache nach den Akten des Preußischen Geheimen Staatsarchivs zu Berlin. Dieburg/Berlin (Tolkemita-Texte 67, 69, 72).
- Nijole Strakauskaite: Der Einfluss politischer Faktoren auf das kleinlitauische Schulwesen 1871–1933. In: Selbstbewußtsein und Modernisierung, Sozialkultureller Wandel in Preußisch-Litauen vor und nach dem Ersten Weltkrieg. Osnabrück 2000 (perspectivia.net).

### Verhältnis zu Großlitauen
- Dietmar Willoweit: 700 Jahre deutsch-litauische Nachbarschaft (memelland-adm.de, unter Abschnitt 04 „Allgemeine Geschichte“).
- Bericht der 1923 nach Memel entsandten Sonderkommission an die Botschafterkonferenz in Paris (ostdeutsches-forum.net).
- Geschichte des Memellandes 1920–1939 (PDF (Memento vom 27. September 2007 im Internet Archive)).
- Institut Nordostdeutsches Kulturwerk (Hrsg.): Zwischen Staatsnation und Minderheit. Litauen, das Memelland und das Wilnagebiet in der Zwischenkriegszeit. Lüneburg 1993.
- Annaberger Annalen, Jahrbuch der deutsch-litauischen Beziehungen (online (Memento vom 17. März 2012 im Internet Archive), mehrere Jahrgänge sind verfügbar).
- Stephan Kessler: Die Zeitschrift „Auszra“ – ein echter Grenzfall. In: Regina Hartmann (Hrsg.): Grenzen auf der Landkarte – Grenzen im Kopf? Kulturräume der östlichen Ostsee in der Literatur vom 19. Jahrhundert bis zur Gegenwart. Bielefeld 2010, S. 241–263 (academia.edu, PDF).
- Domas Kaunas: Das Interesse der litauischen Forschung an Ostpreußen. In: Annaberger Annalen. 1994, S. 51–64 (annaberger-annalen.de, PDF).
- Vasilijus Safronovas: Apie istorinio regiono virsmą vaizduotės regionu. Mažosios Lietuvos pavyzdys / On the Turning of a Historical Region into a Region of Imagination. The Case of Lithuania Minor. In: Istorija. 86. Vilnius 2012 (istorijoszurnalas.lt).
- Christoph Kairies: Die Litauer in Preussen und ihre Bestrebungen. Eine historisch-kritische Betrachtung. Tilsit 1922.
- siehe auch: Akt von Tilsit
- Wilhelm Gaigalat: Die litauisch-baltische Frage. Berlin 1915 (brema.suub.uni-bremen.de).
- Wilhelm Gaigalat: Litauen. Das besetzte Gebiet, sein Volk und dessen geistige Strömungen. Frankfurt 1917 (archive.org).
- Manfred Klein: Die versäumte Chance zweier Kulturen. Zum deutsch-litauischen Gegensatz im Memelgebiet. In: Nordost-Archiv. N.F.2/2 1993, S. 317–359.
- Karl-Heinz Ruffmann: Deutsche und Litauer in der Zwischenkriegszeit. Lüneburg 1994.
- Rikako Shindo: Ostpreußen, Litauen und die Sowjetunion in der Zeit der Weimarer Republik. 2013.
- Reinhold Pregel: Die litauische Willkürherrschaft im Memelgebiet. Berlin 1934 (epaveldas.lt).
- Norbert Angermann, Joachim Tauber (Hrsg.): Deutschland und Litauen: Bestandsaufnahmen und Aufgaben der historischen Forschung. Lüneburg 1995.
- Robert Krumbholtz: Samaiten und der Deutsche Orden bis zum Frieden am Melno-See. Königsberg 1890 (dspace.utlib.ee).
- Dietmar Albrecht: Die Vergangenheit ist kein anderes Land. Literarische und übrige Topoi deutsch-litauischer Nachbarschaft. In: Nordost-Archiv, N.F. 2(2), 1993, S. 441–53 (ikgn.de).
- Kęstutis Petrauskis: Was die Deutschen über Litauen wissen (lfpr.lt).
- Matthias Dornfeldt, Enrico Seewald: Hundert Jahre deutsch-litauische Beziehungen. Husum 2017, ISBN 978-3-89876-901-3.
- Vacys Bagdonavicius u. a. (Hrsg.): Vydunas und Deutsche Kultur: Neue Perspektiven zum 150. Geburtstag des preußisch-litauischen Brückenbauers und 100. Jahrestag der Unabhängigkeitserklärung Litauens. Münster 2018.
- Alfonsas Eidintas: Deutschland und die Staatlichkeit Litauens im 20. Jahrhundert. In: Nordost-Archiv. Band I: H. 1, 1992, S. 21 (ikgn.de).
- Mikalis Ašmys: Land und Leute in Litauen mit 9 Abbildungen und einer Karte. Breslau 1918 (osmikon.de).
- Ieva Simonaitytė: Vilius Karalius. Roman. Aus dem Litauischen übersetzt von Markus Roduner. BaltArt-Verlag, Langenthal 2019, ISBN 978-3-9524559-4-4.
- Scott Spires: Lithuanian linguistic nationalism and the cult of antiquity. In: Nations and Nationalism. 5(1999), S. 485–500 (static.cambridge.org).

### Theater, Film und Oper
- Algimantas Bražinskas: Kristijonas. Oper 1985 (Teil 1, Teil 2).
- Nemuno deltos balsai („Stimmen des Memeldelta“). Dokumentarfilm 2012 (Film bei YouTube).
- Algimantas Puipa: Moteris ir keturi jos vyrai. Spielfilm 1983 (Film bei YouTube).
- Jeremiah Cullinane: Knygnešiai – Smugléirí Leabhar – Book Smugglers. Dokumentarfilm 2010 (Film bei Vimeo).
- Jonas Trukanas: Knygnešys (Buchträger). Kurzfilm 2011 (Film bei YouTube).
- Rick Ostermann: Wolfskinder. Spielfilm 2013.
- Ramūnas Abukevičius: Donelaitis. XVIII a. Mažosios Lietuvos tautinis kostiumas. Dokumentarfilm 2014.
- Hermann Pölking: Ostpreußen (DVD). Panorama einer Provinz – erzählt aus alten Filmen 1913–1948. September 2014.
- Tomas Baranauskas: Dokumentinis filmas apie Mažąją Lietuvą. In: Alkas, 23. März 2015 (alkas.lt).
- Ostpreußens Norden, Teil 1: Von Königsberg bis zur Memel (Doku; Film bei YouTube).
- Ostpreußens Norden, Teil 2: Von Tilsit nach Trakehnen (Doku; Film bei YouTube).
- Anne Magnussen, Pawel Debski: Georg Sauerwein – Der Mann, der 75 Sprachen konnte. Georg Sauerwein: Sprachengenie, Pazifist, Kämpfer für Minderheiten. Animation 2019.
- Mažosios Lietuvos istorijos muziejus/MLIM (Kleinlitauisches Geschichtsmuseum): Virtuali ekskursija po Mažosios Lietuvos istorijos muziejų (Virtuelle Tour durch das litauische Geschichtsmuseum; Film auf Facebook).
- Mažosios Lietuvos istorijos muziejus/MLIM (Kleinlitauisches Geschichtsmuseum): Ievos Simonaitytės būties ženklai Vanaguose (Lebenszeichen der Eva Simoneit in Wannaggen). 2022 (Film bei YouTube).

### Liedgut
- Mažosios Lietuvos dainos/Lieder aus Kleinlitauen (YouTube).

### Deutsche Belletristik mit preußisch-litauischer Thematik
- Jodocus Temme: Anna Jogszis. Leipzig 1856.
- Jodocus Temme: Die schwarze Mare: Bilder aus Litthauen. Leipzig 1854 (Bayerische Staatsbibliothek: Digitalisat 1, 2, 3).
- Johannes Bobrowski: Litauische Klaviere. Berlin 1966.
- Ernst Wichert: Littauische Geschichten. Dresden/Leipzig 1904 (epaveldas.lt).
- Ernst Wichert: Der Schaktarp. Hamburg 1935 (projekt-gutenberg.org). Verfilmt als Elzes Leben (Elzė iš Giljos, Lit-D, 1999) unter der Regie von Algimantas Puipa (Film bei YouTube).
- Hermann Sudermann: Litauische Geschichten. Magdeburg 1917 (zeno.org).
- Clara Ratzka: Urte Kalwis. Berlin 1917 (clara-ratzka.de, PDF).
- Anatole C. Matulis: History of the Lithuanian cultural profile in German literature. In: Lituanus. Volume 11, No. 1 (lituanus.org).
- Ignas Skrupskelis: Lietuvai XVIII Amžiaus Vokiečių Literatūroje (Die Litauer in der deutschen Literatur des 18. Jahrhunderts). Rom 1967 (prodeoetpatria.lt).
- Sabine Kreter: „Alles auf Hoffnung“: Bobrowski-Vertonungen von Rainer Kunad. Münster 1994 (books.google.de).

### Biographien
- Hans Masalskis: Das Sprachgenie. Georg Sauerwein – eine Biographie. Oldenburg 2003 (books.google.de).
- Lena Grigoleit, Ulla Lachauer: Paradiesstraße: Lebenserinnerungen der ostpreußischen Bäuerin Lena Grigoleit. Rowohlt, Reinbek bei Hamburg 1996, ISBN 3-498-03878-8 (Stimme von Lena Grigoleit: ulla-lachauer.de).
- William R. Schmalstieg: The founder of Baltic philology: Adalbert Bezzenberger. In: Lituanus. Bd. 20, Nr. 2 – Sommer 1974 (lituanus.org).
- J.S.: Eduard Gisevius. In: Altpreussische Monatsschrift. 17, Königsberg 1880, S. 550–572 (online (Memento vom 7. September 2011 im Internet Archive)).
- Helmut Jenkis: Die Wandlungen und Wanderungen des Pfarrers Dr. Wilhelm Gaigalat. Versuch eines Psychogramms. In: Annaberger Annalen. 14, 2006, S. 23–86 (annaberger-annalen.de, PDF).
- Manfred Klein: Martynas Jankus und das Deutsche Reich. In: Annaberger Annalen. Nr. 17, 2009 (annaberger-annalen.de).
- Arthur Kittel: 37 Jahre Landarzt in Preußisch-Litauen (1869–1906). Memel 1926.
- Arvydas Piepalius: Jurgio Gerulio biografijos 1933–1945 m. dokumentativimo klausimu. On the Issue of Georg Gerullis Biography Documentation in 1933–1945. In: Res Humaniariae V. Klaipeda 2009, S. 160–173.
- Birute Ludwig: Bokellen, ein Rittergut in Ostpreußen. Neuss 2001 (Biographie Wilhelm Steputats).
- George Turner: Die Heimat nehmen wir mit. Ein Beitrag zur Auswanderung Salzburger Protestanten im Jahr 1732, ihrer Ansiedlung in Ostpreußen und der Vertreibung 1944/45 am Beispiel der Familie Hofer aus Filzmoos. Mit einer Einführung von Ulla Lachauer. 4. Auflage, BWV, Berliner Wissenschaftsverlag, Berlin 2014, ISBN 978-3-8305-3364-1.
- Alfred Kelletat: Erinnerung an Christian Donalitius (1714–1780), den preußisch-litauischen Poeten. In: Annaberger Annalen. 20/2012, S. 91–133 (annaberger-annalen.de, PDF).
- Josef und Alma Tennikat (Maschidlauskas): Chronik einer deutschen Familie aus Litauen. In: Annaberger Annalen. 20/2012, S. 304–347 (annaberger-annalen.de, PDF).
- Lutz F. W. Wenau: Einst war es die Große Wildnis. Eine Familiengeschichte aus Preußisch-Litauen in fünf Jahrhunderten. Selbstverlag Wenau, Lilienthal 2002, DNB 965467880.
- Ruth Leiserowitz: Von Ostpreußen nach Kyritz. Wolfskinder auf dem Weg nach Brandenburg. Potsdam 2003 (politische-bildung-brandenburg.de, PDF; 897 kB).
- Sonya Winterberg: Wir sind die Wolfskinder: Verlassen in Ostpreußen. Piper, München 2012, ISBN 978-3-492-05515-4.
- Bernhart Jähnig: Gertrud Mortensen (1892–1992) [Nachruf]. In:  Preußenland. 31, 1993, S. 26–28 (hiko-owp.eu, PDF).
- Elke Pressler: Der seltsame Fall des Adam Molinnus. Die Erfindung eines Lebens. Deutschlandfunk Feature vom 30. August 2019, 20:10 Uhr ().
- Domas Kaunas: Martynas Jankus. Tautos vienytojas ir lietuvių spaudos kūrėjas (Kämpfer für die Einheit der Nation und bedeutender litauischer Publizist). Vilnius 2021.

## Landkarten
- Rasa Seibutyte: Kleinlitauen auf den preußischen Karten des 18. Jahrhunderts. In: Annaberger Annalen. 2007, S. 89–113 (annaberger-annalen.de, PDF).
- Friedrich Leopold von Schroetter: Karte von Ost-Preussen nebst Preussisch Litthauen und West-Preussen nebst dem Netzdistrict. Berlin 1802–1812 (rcin.org.pl).
- Reymann’s Topographische Special Karte von Deutschland (1806–1908) 1:200.000 (landkartenarchiv.de).
- Topographische Karte 1:25.000 (Meßtischblatt).
- Richard Boeckh (Bearb.): Sprachkarte vom Preussischen Staat: nach den Zählungs-Aufnahmen vom Jahre 1861. Berlin 1864 (gallica.bnf.fr).
- Ortsnamen des Königsberger Gebiets: litauisch, deutsch, russisch.
- Viktoras Lukoševičius: Lithuania Minor and Prussia on the old maps (1525–1808). In: Geodesy and Cartography. Volume 39, Nr. 1, 2013, S. 23–39.
- Digitaler Wenker-Atlas (DiWA) – Ungefähr 50 Wenkerbogen des für den Deutschen Sprachatlas erhobenen Dialektmaterials enthalten Angaben in aukschtaitischem bzw. west-schamaitischem Dialekt.
- Jürg Fleischer, Florian Sommer: Litauische Materialien im Archiv des Forschungszentrums Deutscher Sprachatlas Marburg. In: Archivum Lithuanicum. 14/2012, S. 397–416 (etalpykla.lituanistikadb.lt, PDF).
- Postleitkarte 1 – Königsberg Pr., Gumbinnen. (dilibra.com)
- Tomaš Nenartovič: Kaiserlich-russische, deutsche, polnische, litauische, belarussische und sowjetische kartographische Vorstellungen und territoriale Projekte zur Kontaktregion von Wilna 1795–1939. München 2016 (collegium-carolinum.de).
- LithuanianMaps.com: Lithuanian Maps (lithuanianmaps.com).
- Der Interaktive Rombinus – eine Zeitreise (gidas360.lt).
- GeoPortOst: Portal für thematische und versteckte Karten zu Ost- und Südosteuropa (geoportost.ios-regensburg.de).
- Herbert Liedtke: Die Landschaften Ostpreußens: Namen und Abgrenzungen naturgeographischer und historischer Landschaften in Ostpreußen und angrenzenden Gebieten. Leipzig 2011 (ifl.wissensbank.com).

## Bibliotheken, Archive, Institute, Museen, Internetressourcen, Organisationen und Vereine
- Geheimes Staatsarchiv Preußischer Kulturbesitz (GStAPK), Berlin-Dahlem
  - II. HA Generaldirektorium (1723–1808)
  - Abt. 7: Ostpreußen und Litauen.
- Martin-Opitz-Bibliothek, Herne (martin-opitz-bibliothek.de).
- Litauisches Kulturinstitut (litauischeskulturinstitut.de).
- Herder-Institut Marburg
  - Preußisch-Litauen (opac.ub.uni-marburg.de)
  - Litauen einschließlich Memelgebiet.
- e-paveldas: Litauisches Online-Archiv.
- OstNet. Katalog der Internetressourcen zu Ost-, Ostmittel- und Südosteuropa.
- Martin Jankus Museum.
- Vydunas Museum.
- Historisches Kleinlitauen-Museum.
- Hugo Scheu Museum Heydekrug.
- Academia Baltica – Akademie im Ostseeraum.
- Klaipėdos universiteto Baltijos regiono istorijos ir archeologijos institutas (Institut für Geschichte und Archäologie der Ostseeregion der Universität Klaipeda).
- Christian Gahlbeck, Vacys Vaivada, Joachim Tauber, Tobias Weger (Hrsg.): Archivführer zur Geschichte des Memelgebiets und der deutsch-litauischen Beziehungen. München 2006 (books.google.de).
- Senųjų raštų duomenų bazė (Datenbasis alter litauischer Schriften). Institut für Litauische Sprache Vilnius (lki.lt).
- Rat für Kleinlitauische Angelegenheiten (mlrt.lt).
- Litauische Nationalbibliothek: Kristijonas Donelaitis. Sveiks, Svieteli Margs! Ausstellung zur 300-Jahrfeier Christian Donelaitis (senas.lnb.lt).
- Landsmannschaft Ostpreußen e. V.: Bildarchiv Ostpreußen (bildarchiv-ostpreussen.de).
- Prussia, Gesellschaft für Geschichte und Landeskunde Ost- und Westpreußens e. V. (prussia-gesellschaft.de).
- Ostpreußisches Landesmuseum Lüneburg (ostpreussisches-landesmuseum.de).
- Ieva Simonaitytė Bibliothek Klaipeda / Eva Simoneit Bibliothek Memel (klavb.lt).
- Kulturportal West-Ost (kulturportal-west-ost.eu).
- Archion. Kirchenbuch-Archiv der EKD (erlaubt Zugriff auf die im Evangelischen Zentralarchiv Berlin lagernden digitalisierten ostpreußischen Kirchenbücher; archion.de).
- Foundation of Lithuania Minor (lithuaniaminor.org).
- Verein fuer Familienforschung in Ost- und Westpreussen e. V. (online.)